# 頸城トンネル
頸城トンネル（くびきトンネル）は新潟県糸魚川市大字能生字白拍子のえちごトキめき鉄道日本海ひすいライン能生駅と同県上越市名立区名立大町字町田道下の同線名立駅の間にある鉄道トンネルである。
本項では、本トンネルを含む北陸本線（現：日本海ひすいライン）糸魚川駅 - 直江津駅間の複線化・電化工事に伴う改良についても述べる。

## 概要
1969年（昭和44年）に完成した日本国有鉄道北陸本線糸魚川駅 - 直江津駅間の複線電化に伴い、浦本駅 - 有間川駅に建設された新線の一部を構成し、1987年（昭和62年）の国鉄分割民営化による西日本旅客鉄道（JR西日本）への移管を経て、2015年（平成27年）3月14日に本区間に並行して北陸新幹線長野駅 - 金沢駅間が開業したことに伴う、北陸本線新潟県内区間（市振駅 - 直江津駅間）のえちごトキめき鉄道移管により現在の所属となった。
延長は完成当時国内第3位の11,353 m であり、能生駅 - 名立駅間（営業キロ11.7 km、施設キロ11,750 m）の大半を占める。また日本国内のJR線以外（いわゆる民鉄）の鉄道用山岳トンネルとして2番目の長さを誇る。
トンネルは基本的に複線断面であるが、終点方に設けられた名立駅で上下4線・待避線有効長500 m を確保したいところ明かり区間が345 m しかないため、終点付近 250 mは国鉄では初めての3線断面として名立駅下り副本線を納めている。また、トンネル中間には日本で上越線湯檜曽駅・土合駅（いずれも下り線のみ）に続く3例目の山岳トンネル内の駅となった筒石駅が設置されている。このため筒石駅部は幅2 mの片面ホームを上下線でずらして配置している。
銘標は米原方坑口に国鉄総裁（以下いずれも当時）石田礼助、直江津方坑口に同技師長の藤井松太郎の揮毫が掲げられている。

### 名称の表記
名称に用いられる「頸」については拡張新字体の「頚」を用いて表されていることがあるが、前管理者であるJR西日本では、管理最終年度の2014年（平成26年）度に発行した『データで見るJR西日本2014』において「頸城」の表記を用いている。以下特記ない限り名称については「頸城」の表記を用い、引用についても実際の表記のいかんに関わらず同様とする。

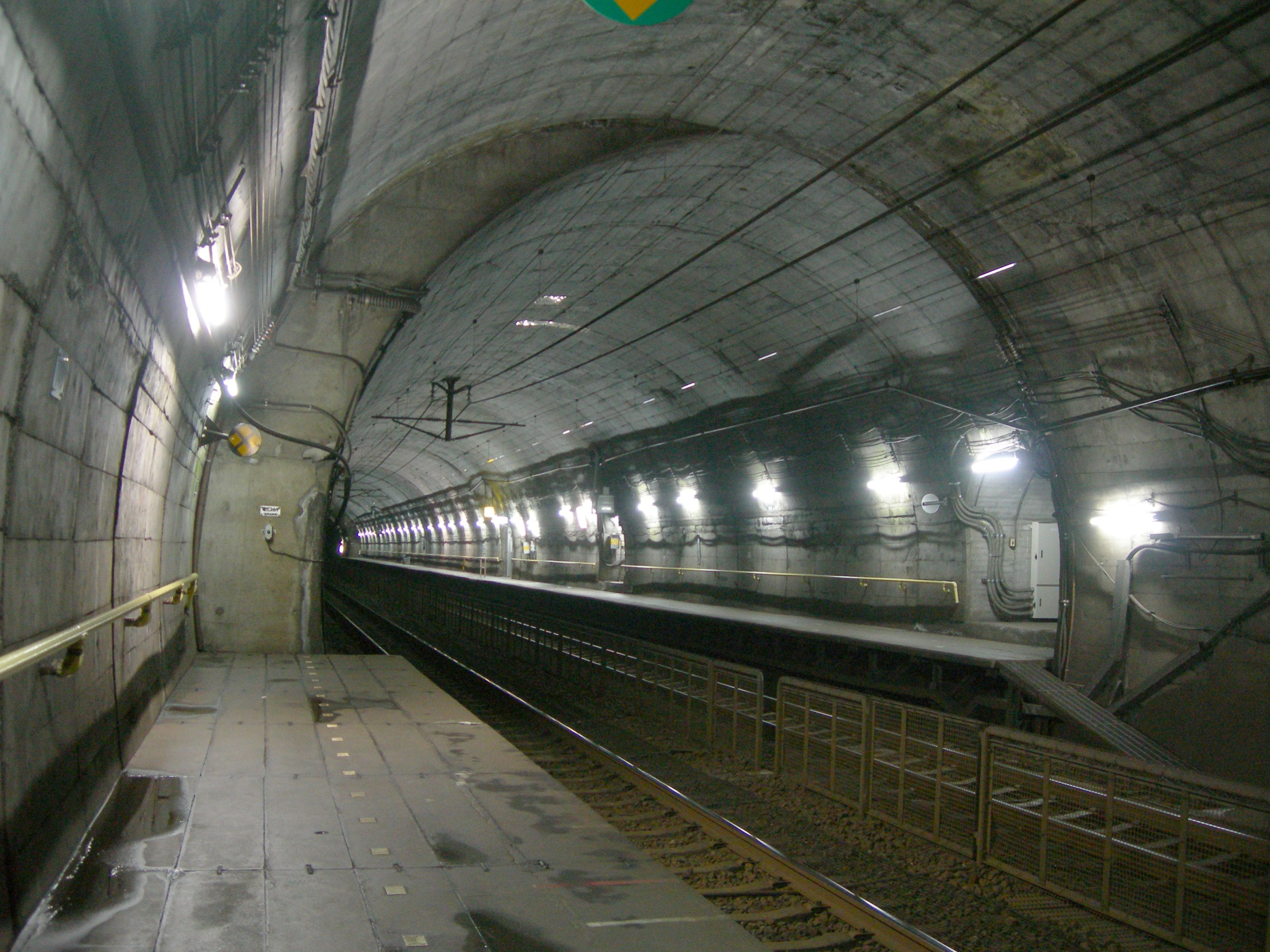
筒石駅部。手前が下り（直江津方面）ホーム、奥が上り（市振・米原方面）ホーム。（2010年3月7日）
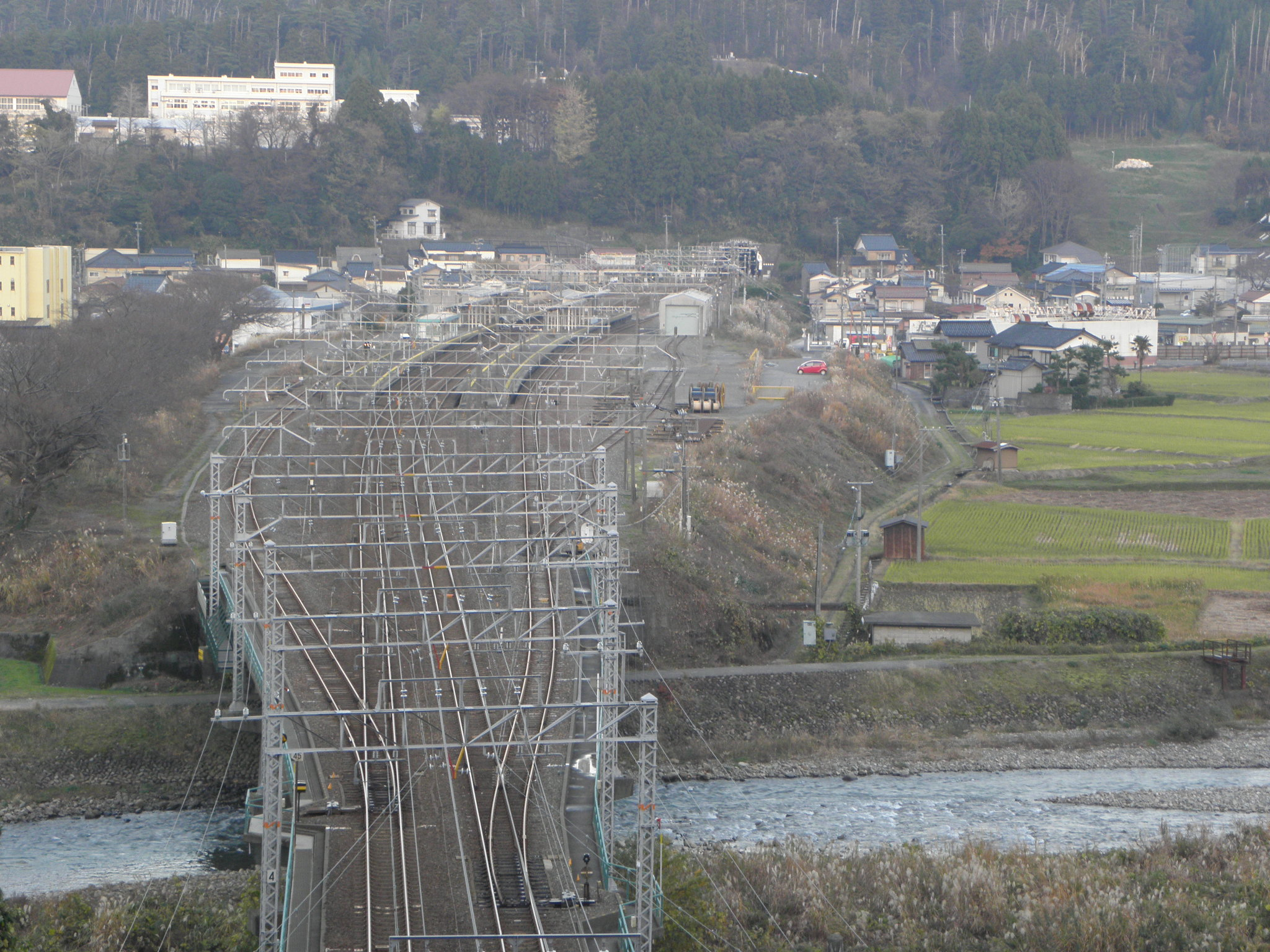
能生駅構内。手前は能生川橋梁。奥に頸城トンネル。（2010年12月1日）

## 建設に至る背景

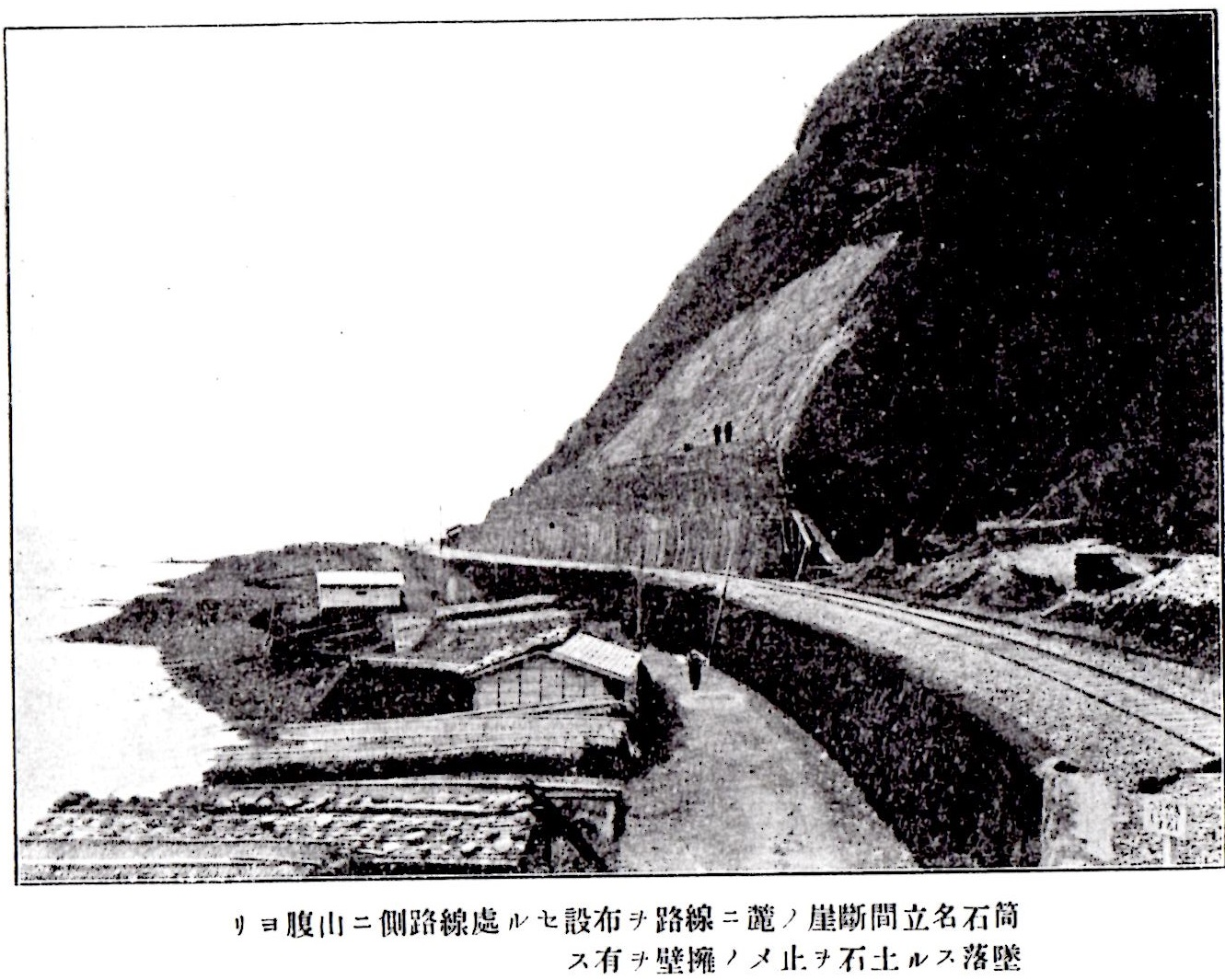
開通直後の筒石駅 - 名立駅間（『帝国鉄道協会会報』第14巻2号所収、1913年（大正2年）4月、帝国鉄道協会）
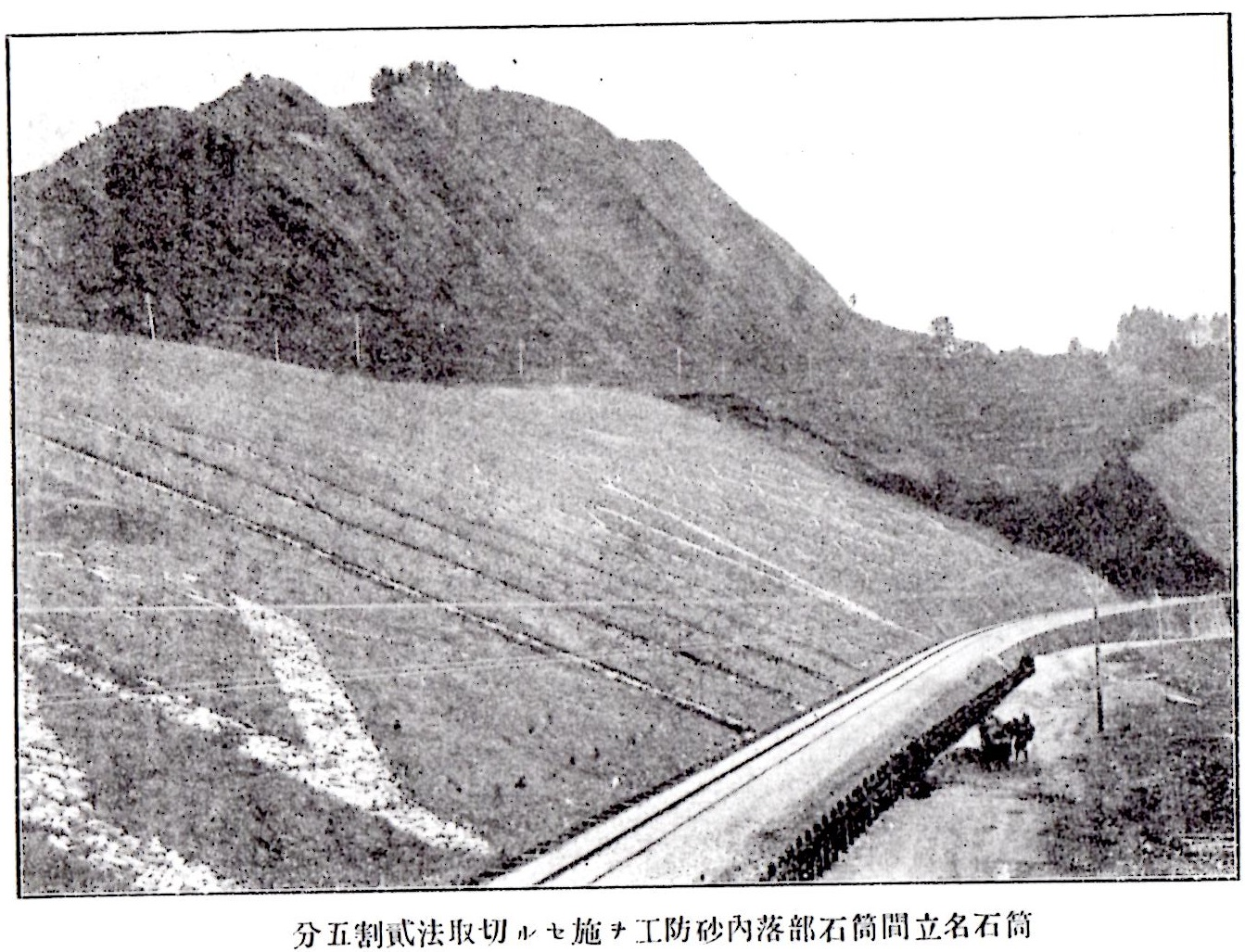
開通直後の筒石駅 - 名立駅間（鉄道院富山建設事務所編、『富山線鉄道建設概要』所収、1913年（大正2年）3月、鉄道院富山建設事務所）
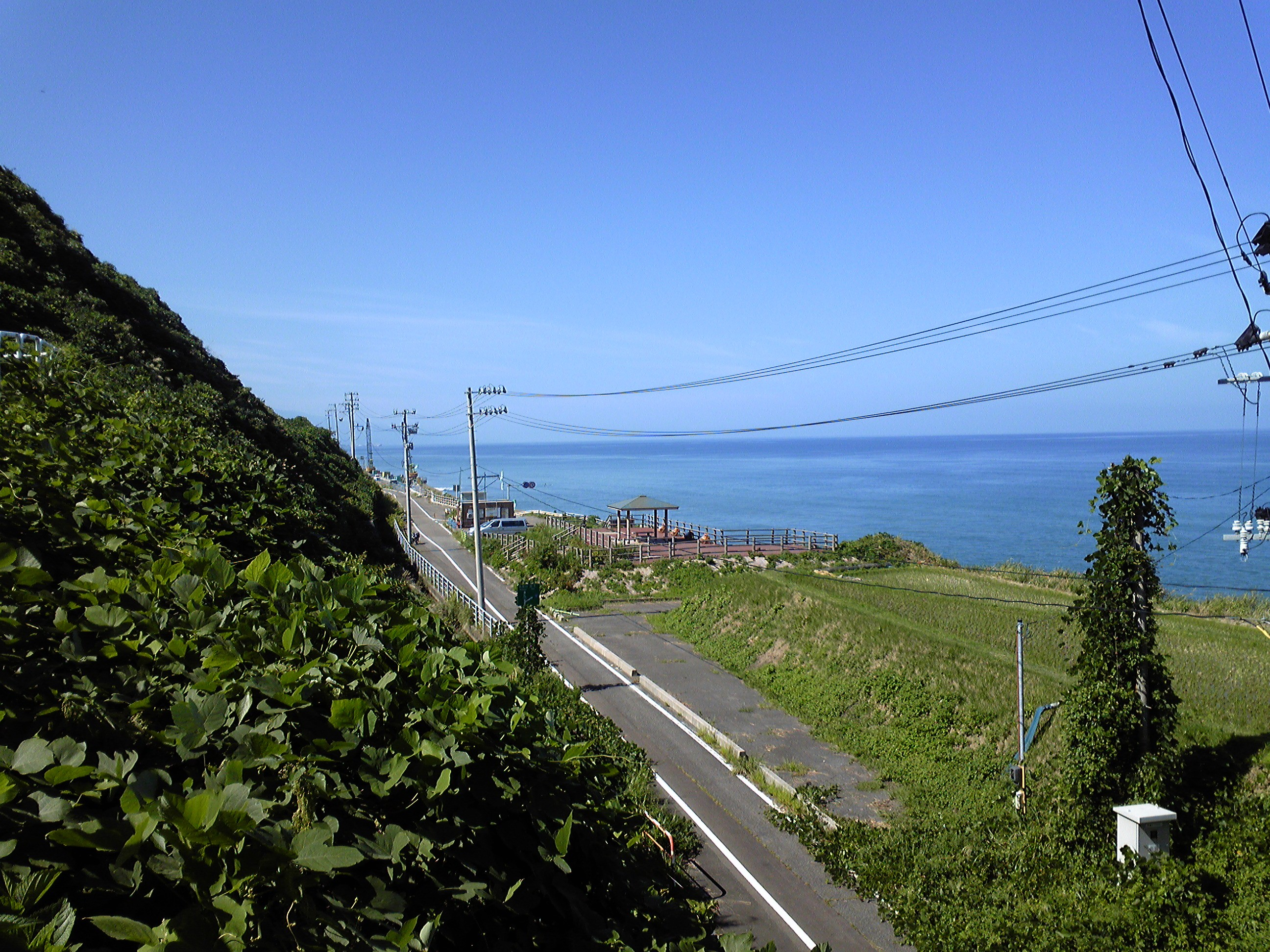
上越市名立区名立大町付近の旧線跡地。新潟県道542号上越糸魚川自転車道線（久比岐自転車道）（2012年）

糸魚川駅 - 直江津駅間の鉄道は1911年（明治44年）に直江津駅 - 名立駅間が信越本線支線として開通したのを皮切りに、翌1912年（大正元年）に糸魚川まで延伸され、1913年（大正2年）には富山駅から延伸を重ねた北陸本線と接続、編入された。当初この区間は、大部分が現在の国道8号に並行し、日本海の海食崖・山裾を縫うように敷設された。しかし、以下の問題があった。

### 速度向上の難しさ
この区間は最急勾配が10パーミルと、木ノ本駅 - 敦賀駅間など25パーミル勾配の区間を有した北陸本線の中では比較的緩やかであったものの、本線としては最急となる半径300 m の曲線が29か所存在するなど、曲線が連続するため、速度向上が困難であり、当時運行されていたキハ80系気動車（最高速度100 km/h）による特急列車「白鳥」もこの区間の表定速度は約60 km/h に過ぎなかった。

### 逼迫する輸送量
| 年度                 | 旅客輸送量 | 旅客輸送量 | 貨物輸送量 | 貨物輸送量 | 複線 進捗率 (％) |
| 年度                 | 人キロ     | 1957年比   | トンキロ   | 1957年比   | 複線 進捗率 (％) |
| -------------------- | ---------- | ---------- | ---------- | ---------- | ---------------- |
| 1957年（昭和32年）度 | 25.6       | 100        | 23.1       | 100        | 7.6              |
| 1958年（昭和33年）度 | 26.2       | 102        | 22.2       | 97         | 14.3             |
| 1959年（昭和34年）度 | 27.8       | 109        | 25.0       | 109        | 14.3             |
| 1960年（昭和35年）度 | 29.7       | 116        | 27.6       | 120        | 21.2             |
| 1961年（昭和36年）度 | 31.9       | 124        | 31.0       | 125        | 23.0             |
| 1962年（昭和37年）度 | 33.0       | 129        | 28.7       | 125        | 42.2             |
| 1963年（昭和38年）度 | 36.5       | 142        | 33.4       | 145        | 52.0             |
| 1964年（昭和39年）度 | 38.1       | 144        | 33.0       | 143        | 55.6             |
| 1965年（昭和40年）度 | 40.2       | 156        | 32.5       | 141        | 70.0             |
| 1966年（昭和41年）度 | 40.6       | 159        | 32.6       | 141        | 90.0             |
| 1967年（昭和42年）度 | 32.6       | 127        | 33.6       | 143        | 96.1             |
| 1968年（昭和43年）度 | 33.4       | 130        | 34.2       | 148        | 98.7             |

|                 |        | 1957年 | 1958年 | 1959年 | 1960年 | 1961年 |
| --------------- | ------ | ------ | ------ | ------ | ------ | ------ |
| 北陸本線 から出 | 通過車 | 232    | 273    | 302    | 316    | 334    |
| 北陸本線 から出 | 発送車 | 363    | 332    | 374    | 374    | 410    |
| 北陸本線 から出 | 計     | 595    | 605    | 676    | 690    | 744    |
| 北陸本線 へ入   | 通過車 | 304    | 331    | 344    | 357    | 413    |
| 北陸本線 へ入   | 発送車 | 269    | 296    | 347    | 335    | 342    |
| 北陸本線 へ入   | 計     | 573    | 627    | 691    | 692    | 755    |

全通後から戦前にかけての北陸本線は輸送量こそ漸増していたものの行き詰まるほどではなく、複線区間も支線直通列車や操車場に関連して列車が輻輳する福井操車場（現：南福井駅） - 福井駅間、金沢駅 - 津幡駅間でわずかに設けられていたのみであった。
しかし第二次大戦後は、東北・北海道地域と関西地方を結ぶ最短経路（日本海縦貫線〔裏縦貫線〕）として脚光を浴び、朝鮮戦争後には沿線各地区での重工業開発により貨物輸送量が増大した。また旅客面では観光資源に恵まれたことにより観光客が増加した。結果、北陸本線は1963年（昭和37年）時点で貨物発送トン数が10年前の1.86倍となる全国一の伸びを記録し、その後も旅客貨物ともに輸送量は増加の一途を辿り、北陸本線の輸送力は急速に不足した。
これは、糸魚川駅 - 直江津駅間も例外ではなく、1963年（昭和37年）の時点で糸魚川駅 - 直江津駅間は限界一杯の84回列車を運行するに至り、1965年（昭和40年）ごろには104回に達する見込みであった。しかしこの区間は線路容量が小さく、最も低い筒石駅 - 名立駅間では列車運行回数は83回が限界となっていた。このため、糸魚川・直江津地区では貨物列車の比率が全体の約60 - 65パーセントに達する事態が発生した。
限界を迎えつつある北陸本線の輸送の状況について、当時の国鉄中部支社企画室長、滝川良和は『JREA』誌上で行われた国鉄各支社の担当者による座談会の席上で次のように述べている。
また、同じく中部支社の鶴見三郎も以下のように述べている。

### 地すべり
| 1934年（昭和9年）2月16日に能生駅 - 筒石駅間で発生した地すべり（通称「藤崎地すべり」）を伝える東京朝日新聞の記事 |  | 1934年（昭和9年）2月16日に能生駅 - 筒石駅間で発生した地すべり（通称「藤崎地すべり」）を伝える東京朝日新聞の記事 |
| 1934年（昭和9年）2月16日に能生駅 - 筒石駅間で発生した地すべり（通称「藤崎地すべり」）を伝える東京朝日新聞の記事 |  | |

| 1963年（昭和38年）3月16日に能生駅 - 百川信号場間で発生した地すべり（通称「小泊地すべり」）の現場と犠牲となった住民の慰霊碑（2023年） |  | 1963年（昭和38年）3月16日に能生駅 - 百川信号場間で発生した地すべり（通称「小泊地すべり」）の現場と犠牲となった住民の慰霊碑（2023年） |
| 1963年（昭和38年）3月16日に能生駅 - 百川信号場間で発生した地すべり（通称「小泊地すべり」）の現場と犠牲となった住民の慰霊碑（2023年） |  | |

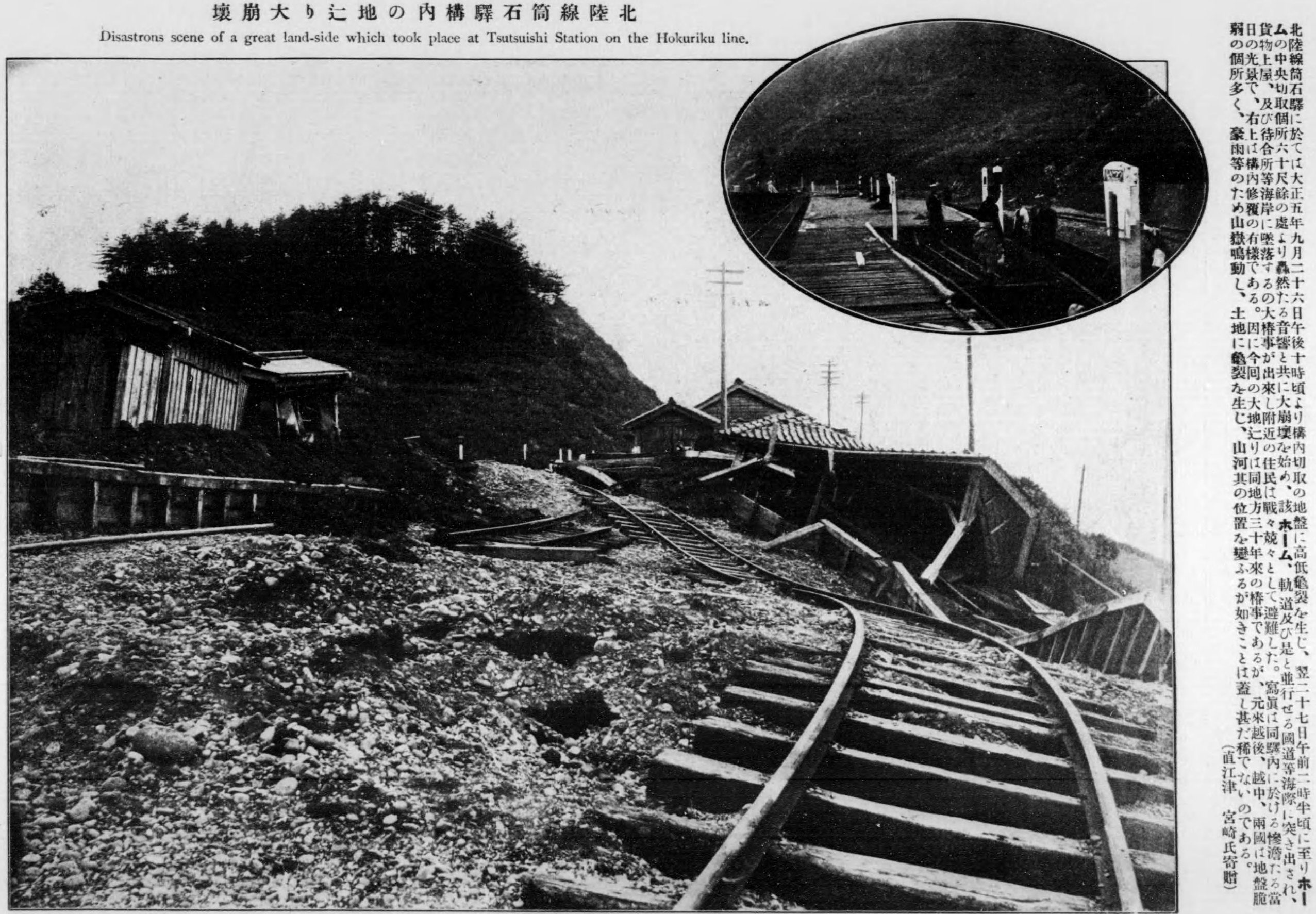
1916年（大正5年）9月26日の地すべりにより破壊された筒石駅

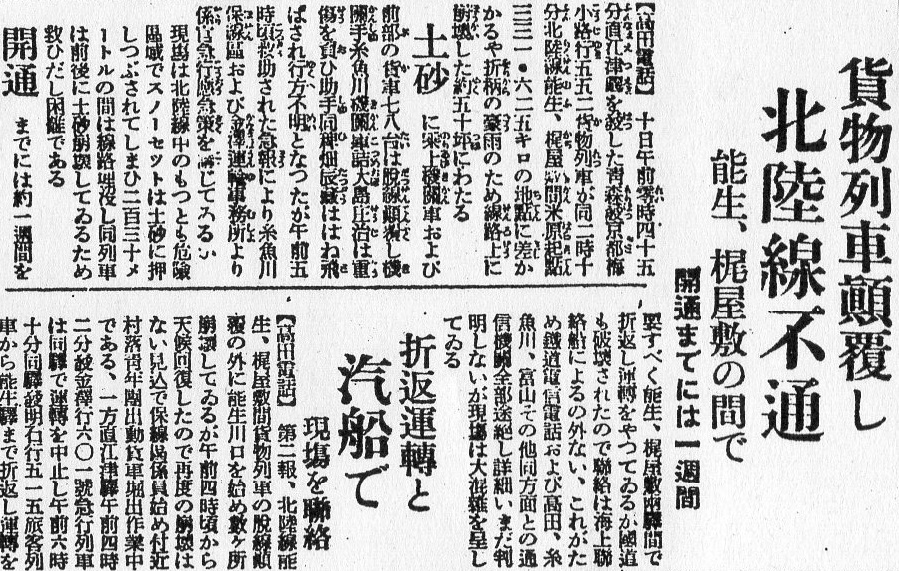
1929年（昭和4年）8月10日の梶屋敷駅- 能生駅間での土砂崩壊による列車転覆事故を伝える東京朝日新聞の記事

新潟県は日本有数の地すべり地帯であるが、糸魚川駅 - 直江津駅間で通過する旧西頸城郡（現在の糸魚川市域と上越市名立区）はいわゆる糸魚川静岡構造線地帯であり、新第三紀層とこれを不整合に被覆する第四紀層からなる地質条件を持つ。このため旧西頸城郡だけでも、主要な地すべり地総面積は 3,000 ha におよぶ。
旧西頸城郡の地すべりは新潟県で一般的な、1.0 - 1.5 m / 年 程度で絶えず滑動する継続的な地すべりではなく、周期的な滑動が始まると急激な崩壊を生じる間けつ的崩壊性の地すべり（崩壊末期の速度は 10 m / 秒 に達する）をする特徴があり、予知・対策が難しいとされる。
糸魚川駅 - 直江津駅間は過去にも1751年（宝暦元年）の「名立崩れ」をはじめとする大規模な地すべりが発生した地すべり常襲地帯であり、建設時から筒石川河口付近で線路の隆起・移動、複数回の地すべりが発生した。特に能生駅 - 筒石駅間はベントナイト質凝灰岩が地表近くに広く分布し、かつ破砕帯も多いために、地すべり崩土層が広く厚く分布する。
鉄道開通後の沿線で特に甚大であった地すべり被害としては、1963年（昭和38年）3月16日16時20分頃、能生町小泊（現：糸魚川市能生小泊、能生駅 - 百川信号場間、白山トンネル北側坑口付近）において発生した、延長 370 m、幅100 - 170 m、面積 4.5 ha におよぶ大規模な連続地すべり（以下「小泊地すべり」）が挙げられる。この地すべりはこの地域の地すべりとしては崩壊速度が2 - 3 m / 秒と異例の遅さであったが、北陸本線と国道8号沿いの民家を幅約110 mに渡って直撃・破壊して約40 m日本海中に押し出した。集落では家屋全壊25戸、半壊家屋3戸、死者4名（負傷者を含めると25名）の被害を受け、国道8号も約110ｍが大量の泥土に埋もれ大型車両の通行再開に12日間を要した。
北陸本線では現場を通りかかった敦賀発直江津行き普通225列車（機関車C57 90、客車7両編成）が白山トンネルを出た直後に地すべりに乗り上げた後、20分後に大きく滑動した泥土と共に機関車と客車1両が埋もれた集落の上を流された。特に機関車は約170 m 押し流され、湾内に到達し埋没した。列車側は乗客が比較的少なかったことなどから、乗客・乗務員に死者は無く数名の軽傷者にとどまったが、線路170 ｍ を流失、泥土による約110 cm の埋没により4月5日の復旧・開通までに20日間を要し、国鉄も応急費6,200万円、車両関係3,700万円、復旧費に5,000万円の損害を被り、これによる減収は同年8月時点での推定で約2億3,000万円にまで達した。
このほか、水害・浪害等も含めると、開通翌年の1914年（大正3年）から1963年（昭和38年）の小泊地すべりまでの間、同区間は主要なものだけでも36回の災害が発生し、うち脱線あるいは転覆事故は15回を数えた。開業以来新線切り替えまでの55年間で、旧線延べ不通日数は165日であった。

こういったこともあり鉄道技術研究所（鉄道総合技術研究所の前身）では1948年（昭和23年）に地すべりと土質の研究の調査研究を行う能生実験所を設置している。

## 糸魚川駅 - 直江津駅間の複線化計画
急増する輸送需要に応えるため、国鉄では1954年（昭和29年）の米原駅 - 長浜駅間複線化を皮切りに、1957年（昭和32年）の田村駅 - 敦賀駅間交流電化などの輸送力増強に着手した。戦災復興が一段落した1957年（昭和32年）には同年を初年度とする輸送力増強・近代化のための大規模投資計画「第1次5か年計画」を策定して幹線の複線化・電化が進められ、北陸本線も米原駅 - 富山操車場（現：富山貨物駅）間を中心に北陸トンネル建設（1962年完成）など隘路区間の線増が順次着工された。
その後は所得倍増計画の推進に関連して1961年（昭和36年）に「第2次5か年計画」を策定し、引き続き線増・電化等により輸送量がひっ迫しつつある各幹線の抜本的な改善を行うこととなった。「第2次5か年計画」は輸送力増強の対象に富山操車場 - 直江津駅間も含まれることとなり、策定時点では、その5か年で米原駅 - 富山駅間の複線化達成、以東の部分複線化（将来的に全線複線化）が考えられていた。
その後、翌1962年（昭和37年）に糸魚川駅 - 直江津駅間の線増工事が信濃川工事局から岐阜工事局（糸魚川出張所）に移管された時点では、まず泊駅 - 糸魚川駅間を1968年（昭和43年）までに線増、直江津駅までは1972年（昭和47年）までに完成させる、という計画が組まれた。

### 複線化の検討
複線化の検討の本格化は、1963年（昭和38年）4月13日、前述の小泊地すべりの復旧に際してのお礼の為、金沢鉄道管理局長の池田が新潟県庁を訪れたのに合わせて国鉄新潟支社で行った会見中、当該区間含む24 km をトンネル化する基礎調査を進めている旨を表明したことに端を発する。
国鉄岐阜工事局ではこれを受け急遽設備投資計画を取りまとめ、同年5月に上申、同年6月10日、国鉄常務理事会は早急な地質的・土質的な調査検討実施を決定し、同月14日には国鉄初の「調査命令」が出された。
1963年（昭和38年）7月15日には国鉄中部支社に中部支社長公文博嗣を委員長とする「北陸本線糸魚川 - 直江津間地質調査委員会（以下、調査委員会）」が設けられ、約1年間にわたる本格的な地質調査と線増方式の検討が行われた。調査費としては当初2,608万円が計上されたが、ボーリング、弾性波探査が追加されたことで最終的な費用は3,089.3万円を要している。

### 複線化にあたっての問題点
前述のように、糸魚川駅 - 直江津駅間は浦本駅 - 名立駅間、郷津駅 - 直江津駅間で部分線増も計画が上がっていたが、実際には同区間に応急的に3か所（木浦・百川・西名立）の信号場を1964年（昭和39年）までに計画・設置したのみで、本格的な線増工事は着工に至れないままであった。これは投資資金の不足に加え、改良には現在線利用の線増・新線敷設のいずれにしても災害多発地帯を通過するため、防災的な見地からのルート選定を行う必要があったことによる。
1963年（昭和38年）の時点では糸魚川駅 - 直江津駅間のうち、糸魚川駅 - 能生駅間、有間川駅 - 直江津駅間は地すべりの影響は小さく、既存トンネルは一部新線トンネルに切替となるものの腹付線増・曲線改良が比較的容易と考えられていた。しかし、能生駅 - 有間川駅間については鉄道沿線・内陸部共に地すべり地帯にあり、わずかな切取りによって地すべり・土砂崩壊が発生するおそれから現在線の腹付線増や曲線改良は不可能とされた。
このため改良に当たっては、以下の案が地質構造・営業面から想定されたが、それぞれ欠点があった。
1. 現在線を下り線とし、単線の新線を上り線として建設する案
  - 下り線が今後も災害を伴い、曲線改良ができない。
2. 現在駅をすべて利用するが、浦本駅 - 谷浜間の地すべり地帯は駅間を複線トンネルによる新線で結ぶ案
  - 筒石駅 - 名立駅間の地すべり地帯に多くのトンネル坑口ができる。
3. 現在駅を一部通過しない複線の新線を建設し、一部駅を移転・廃止する案
  - 廃止・移転される駅が生じ、その処置が問題となる。

### 新線ルート案の比較
調査委員会は翌1964年（昭和39年）3月11日に、現在線での地すべりは間けつ的かつ崩壊速度が大きく、「地すべりの発生時期と規模を的確に予知することはできないので、抜本的な予防対策はたてがたい」と結論づけ、現在線の線増による地すべり地域への線路敷設は「その建設ならびに保守に著しい困難が予想される」として、「根本的には、複線化の際に地すべり地帯を極力避けた別線の複線ルートを選ぶべき」とし、それでもなお地すべり地帯を通過する場合は「…想定される最深の地すべり面（地表から30〜40 m の深さ）より深くトンネルでもぐるべきである」とした。また特に鉄道経過地として避けるべきとして、以下の各地点を挙げた。
- 浜木浦（浦本駅 - 能生駅）
- 能生小学校付近
- 白山トンネル入口（能生駅 - 筒石駅）
- 小泊付近
- 百川信号場付近
- 藤崎・大洞付近
- 濁澄川河口 - 筒石駅 - 筒石川付近
- 徳合崎付近
- 名立トンネル - 名立駅付近
- 虫生岩戸付近
- 岩戸川付近

以上の勧告を踏まえ糸魚川駅 - 直江津駅間の線増案は、下記の3案が選定され、さらに検討が行われた（以下案の名称は本項における便宜上のもの）。これらはいずれも現在線を併用せず、地すべり危険地域を避けて当初より複線の新線を建設し、駅移設・廃止を伴うものであった。
| 案              | 糸魚川駅 - 浦本駅 | 浦本駅 - 能生駅                             | 能生駅             | 能生駅 - 有間川駅                                                                   | 有間川駅 - 谷浜駅                                              | 谷浜駅 - 直江津駅                                                | 線路 延長(km) | 最急 勾配 (‰) | トンネル                  | トンネル                  | 曲線半径                           | 運転時分 (分) | 工事費 (億円) | 年間経費 (百万円) | 備考        |
| 案              | 糸魚川駅 - 浦本駅 | 浦本駅 - 能生駅                             | 能生駅             | 能生駅 - 有間川駅                                                                   | 有間川駅 - 谷浜駅                                              | 谷浜駅 - 直江津駅                                                | 線路 延長(km) | 最急 勾配 (‰) | 総延長 (km)               | 最長 (km)                 | 曲線半径                           | 運転時分 (分) | 工事費 (億円) | 年間経費 (百万円) | 備考        |
| --------------- | ----------------- | ------------------------------------------- | ------------------ | ----------------------------------------------------------------------------------- | -------------------------------------------------------------- | ---------------------------------------------------------------- | ------------- | ------------- | ------------------------- | ------------------------- | ---------------------------------- | ------------- | ------------- | ----------------- | ----------- |
| A               | 現在線を線増。    | 新線建設。木浦川を境に2本のトンネルで結ぶ。 | 新線上に移設可能。 | 新線建設。21,300 mのトンネルで結び、途中駅は全廃。                                  | 新線建設。21,300 mのトンネルで結び、途中駅は全廃。             | 新線建設。21,300 mのトンネルで結び、途中駅は全廃。               | 37.1          | 10            | 25.52                     | 21.30                     | R≧600×10                           | 39.5          | 205           | 2,578             | [ 注釈 22 ] |
| B               | 現在線を線増。    | 新線建設。木浦川を境に2本のトンネルで結ぶ。 | 新線上に移設可能。 | 新線建設。トンネルで短絡。途中駅全廃。                                              | 現在線線増。長浜トンネルは旧トンネルを放棄し新トンネルを新設。 | 新線建設。郷津駅を廃止し3,550 mのトンネルで短絡。                | 38.4          | 10            | 23.36                     | 14.75                     | R≧600×19                           | 41.5          | 182           | 2,529             | [ 注釈 22 ] |
| C               | 現在線を線増。    | 新線建設。木浦川を境に2本のトンネルで結ぶ。 | 新線上に移設可能。 | 新線建設。名立川を境に2本のトンネルで結ぶ。筒石駅は廃止。名立駅は新線上に移設可能。 | 現在線線増。長浜トンネルは旧トンネルを放棄し新トンネルを新設。 | 新線建設。郷津駅を廃止し3,550 mのトンネルで短絡。                | 38.9          | 10            | 23.45                     | 11.25                     | R≧600×21                           | 42.0          | 186           | 2,568             | 採用案      |
| (参考) 1963年案 | 現在線を線増。    | 新線建設。2本のトンネルで結ぶ。             | 現在駅活用。       | 新線建設。計4本のトンネルで結ぶ。既存駅は全て活用。                                 | 現在線線増。長浜トンネルは複線トンネルを新設。                 | 現在線線増。郷津駅は存続。郷津トンネルは改築と新トンネルで線増。 | -             | -             | 19.55                     | 5.85                      | -                                  |               | -             | -                 | [ 注釈 31 ] |
| (参考）旧線     | (参考）旧線       | (参考）旧線                                 | (参考）旧線        | (参考）旧線                                                                         | (参考）旧線                                                    | (参考）旧線                                                      | 41.3          | 10            | 3.09                      | 0.65                      | R<400×30 R<500×17 R<600×6 R≧600×34 | 59.5          | -             | -                 |             |
| （各案備考）    | （各案備考）      | （各案備考）                                | （各案備考）       | （各案備考）                                                                        | （各案備考）                                                   | （各案備考）                                                     |               |               | 浦本 - 直江津間のみの数値 | 浦本 - 直江津間のみの数値 | 浦本 - 直江津間のみの数値          |               | 車両電化除く  | 1975年度を想定    |             |

比較の結果、投資額・年間経費の面で最も有利であったのは、浦本駅 - 有間川駅間・谷浜駅 - 直江津駅間をトンネル主体の新線に移行し、能生駅を新線上に移設、筒石駅・名立駅・郷津駅は移設せず廃止するB案であったが、技術上の問題として、待避を行うための信号場を設置するための4線断面トンネルを掘削するのは困難、ということがあった。
加えて、各案とも短絡される途中駅の廃止が営業上の問題として存在しており、郷津駅を除く廃止各駅については各案で斜坑を利用し地下駅として残す案も検討された。また、C案は投資額などB案に劣るものの、途中駅の旅客扱い数で3位、貨物扱い数で2位の名立駅を地上駅として移転存続できるというメリットがあった。なお、旧線での各駅営業実績と、移転試算は次の通り。
|        | 乗降人員（千人/年） | 乗降人員（千人/年） | 貨物発着 （t/年） |
| 合計   | 内定期              |                     | 貨物発着 （t/年） |
| ------ | ------------------- | ------------------- | ----------------- |
| 糸魚川 | 2,170               | 1,520               | 75                |
| 梶屋敷 | 680                 | 440                 | 7                 |
| 浦本   | 230                 | 189                 | -                 |
| 能生   | 1,140               | 790                 | 12                |
| 筒石   | 320                 | 220                 | 9                 |
| 名立   | 400                 | 260                 | 11                |
| 有間川 | 230                 | 170                 | -                 |
| 谷浜   | 320                 | 180                 | 2                 |
| 郷津   | 40                  | 20                  | -                 |
| 直江津 | 4,380               | 1,020               | 6,517             |

| 案 | 筒石駅        | 筒石駅        | 名立駅        | 名立駅        | 有間川駅      | 有間川駅      | 谷浜駅        | 谷浜駅        | 工事費 （百万円） |
| 案 | 移転 距離 (m) | 斜坑 延長 (m) | 移転 距離 (m) | 斜坑 延長 (m) | 移転 距離 (m) | 斜坑 延長 (m) | 移転 距離 (m) | 斜坑 延長 (m) | 工事費 （百万円） |
| -- | ------------- | ------------- | ------------- | ------------- | ------------- | ------------- | ------------- | ------------- | ----------------- |
| A  | 3,100         | 410           | 5,400         | 160           | 4,200         | 140           | 4,000         | 390           | 1,600             |
| B  | 2,300         | 490           | 3,300         | 120           | （移転なし）  | （移転なし）  | （移転なし）  | （移転なし）  | 800               |
| C  | 2,000         | 170           | 1,800         | （地上）      | （移転なし）  | （移転なし）  | （移転なし）  | （移転なし）  | 400               |

## 反対運動とルートの決定

### 反対運動の発端
地質調査自体に対しては、沿線市町は小泊地すべり災害の直後ということもあり、比較的協力的でほとんどトラブルはなかった。
しかし、長大トンネル計画に触れた金沢鉄道管理局長の会見が新聞記事として発表されたことや、地質調査がかなり内陸まで実施されたことから、住民の間に「全長24 km の世界最長トンネルを掘る計画を進めている」との噂が立ったことに端を発した、途中駅廃止およびトンネル建設の強烈な反対運動が新線のルートが発表される以前の1964年（昭和39年）2月末から行われ、翌年にルートがほぼ現行のものに決定してからは、特に能生町において筒石駅の存続に焦点を移して運動が行われた。
主な反対運動の経過と団体の発足は下記の通り。
| 年                 | 月日         | できごと | 出典                 |
| ------------------ | ------------ | --- | -------------------- |
| 1964年（昭和39年） | 2月29日      | 西頸城・直江津の地区労働組合、沿線各市町村の革新議員団、日本社会党、日本共産党などからなる共闘会議により「浦本・直江津間長大トンネル反対対策会議」が発足。                                                        | [ 57 ]               |
| 1964年（昭和39年） | 3月6日       | 能生町民主団体連絡協議会が「国鉄北陸本線浦本・直江津間を結ぶ、ズイ道建設に反対する署名運動」を開始。 | [ 56 ]               |
| 1964年（昭和39年） | 3月11日      | 調査委員会が現在線の放棄と新線建設を勧告し、新線ルート選定に入る。 | [ 52 ]               |
| 1964年（昭和39年） | 3月12 - 13日 | 能生町・名立町がそれぞれ定例議会でトンネル化に対する反対決議を満場一致で可決。 | [ 56 ] [ 57 ]        |
| 1964年（昭和39年） | 3月24日      | 糸魚川市議会が反対決議。 | [ 57 ]               |
| 1964年（昭和39年） | 4月16日      | 能生町民主団体連絡協議会・名立町勤労者協議会・直江津市長浜地区勤労者協議会が合同で反対決議。 | [ 10 ]               |
| 1964年（昭和39年） | 4月21日      | 能生町議会特別委員会で「トンネル化反対期成同盟会」結成を決議。 | [ 56 ] [ 58 ]        |
| 1964年（昭和39年） | 5月5日       | 「浦本・直江津間長大トンネル反対対策会議」が総結集会。7日未明にかけて沿線をデモ行進。 | [ 59 ] [ 53 ]        |
| 1964年（昭和39年） | 5月5日       | 名立町でも「長大トンネル反対名立町期成同盟会」発足。 | [ 53 ]               |
| 1964年（昭和39年） | 5月8日       | 新潟県上越支庁長・沿線各市町長・議会代表が国鉄本社を訪れ、国鉄側と会談。 | [ 60 ]               |
| 1964年（昭和39年） | 6月1日       | 能生町と名立町の反対期成同盟会が連合を組む。 | [ 61 ]               |
| 1964年（昭和39年） | 6月10日      | 国鉄が名立町で住民説明会開催。 | [ 53 ] [ 53 ]        |
| 1964年（昭和39年） | 7月9日       | 国鉄が能生町で住民説明会開催。 | [ 62 ]               |
| 1964年（昭和39年） | 7月9日       | 国鉄による名立駅移転存続方針の提示を受けて、名立町の反対期成同盟会が国鉄案を了承。 | [ 62 ]               |
| 1964年（昭和39年） | 7月11日      | 能生町の反対期成同盟会が名立町の反対期成同盟会に歩調を合わせるよう申し入れるが名立町側が拒否。 | [ 62 ]               |
| 1964年（昭和39年） | 7月12日      | 名立町が町民大会で国鉄案を了承。 | [ 62 ]               |
| 1964年（昭和39年） | 8月1日       | 能生町の期成同盟会が筒石地区で総決起大会。「現在路線、現在駅の確保」の運動方針を再確認。 | [ 62 ]               |
| 1964年（昭和39年） | 8月18日      | 国鉄本社が理事会で糸魚川駅 - 直江津駅間複線電化の計画を決定。 | [ 63 ] [ 64 ]        |
| 1964年（昭和39年） | 8月20日      | 国鉄が直江津市で沿線自治体へ説明会を開催。C案での複線化（能生駅・名立駅移転存続、筒石駅・郷津駅廃止）と同年9月に最終的ルート決定の具体的な調査に入ること、1971年（昭和46年）3月までの完成を国鉄の意向として発表。 | [ 63 ] [ 64 ]        |
| 1964年（昭和39年） | 10月         | 同月頃より能生町の期成同盟会内部で新ルート上に筒石駅を作る運動への切替もやむを得ないとの声が出始める。 | [ 63 ]               |
| 1964年（昭和39年） | 11月14日     | 県上越支庁長国鉄と能生町の話し合いを提案。 | [ 63 ]               |
| 1964年（昭和39年） | 12月7日      | 国鉄は新潟県知事の塚田に対して能生町との筒石駅存続問題について協力を求める。 | [ 63 ]               |
| 1964年（昭和39年） | 12月22日     | 国鉄と能生町の協議（第1回）。 | [ 63 ]               |
| 1965年（昭和40年） | 1月          | 国鉄と能生町の協議（第2回）。筒石駅廃止とバス代行を説明。 | [ 63 ]               |
| 1965年（昭和40年） | 3月8日       | 国鉄が「北陸本線糸魚川・直江津間線増ルート検討会」を開催しルートを現行のものに決定。この時点で筒石駅は廃止の方針。                                                                                                | [ 51 ] [ 50 ] [ 65 ] |
| 1965年（昭和40年） | 3月9日       | 国鉄と能生町の協議（第3回）。引き続き筒石駅廃止とバス代行を説明。能生町は駅設置で譲らず。 | [ 66 ]               |
| 1965年（昭和40年） | 3月19日      | 国鉄が筒石駅地下移転方針を副総裁以下特定幹部内で決定。 | [ 67 ]               |
| 1965年（昭和40年） | 6月11日      | 新潟県知事が調停に乗り出すことを表明。 | [ 68 ]               |
| 1965年（昭和40年） | 7月23日      | 国鉄本社に能生町長来社。国鉄は筒石駅について「存置の方向で検討」と回答。 | [ 69 ]               |
| 1965年（昭和40年） | 7月24日      | 国鉄副総裁が取材に対し筒石駅を「存置の方向に検討中」と回答。 | [ 70 ]               |
| 1965年（昭和40年） | 10月20日     | 国鉄が能生町・名立町と覚書を交わして、線増案が決定。筒石駅は地下移転。 | [ 67 ] [ 71 ]        |
| 1965年（昭和40年） | 11月10日     | 国鉄が北陸本線糸魚川駅 - 直江津駅間の複線電化工事計画を正式発表。 | [ 72 ]               |

### 反対派の主張
トンネル建設に反対したのはトンネル化で既存駅が消滅する糸魚川市・能生町・名立町の人々が主であり、特に能生町・名立町では議会を巻き込んだ町ぐるみの反対運動となった。以下、住民の反対理由の一例として、1964年（昭和39年）4月16日に能生町民主団体連絡協議会・名立町勤労者協議会・直江津市長浜地区勤労者協議会が合同で行った決議で挙げられた反対理由をあげる。
特にA・B案で町内唯一の駅である名立駅が消滅する名立町は町長が率先して運動を展開し、次のように主張していた。
一方で複線電化で恩恵が大きい直江津市（現：上越市）は「現在線利用の複線化」との方針で有間川・谷浜・郷津の各駅の存続を目的としての同調にとどまり、新潟県上越支庁も「肝心の複線電化が遅れる」として上越全体の問題として取り上げることには反対した。

### 国鉄と地元住民の交渉
1964年（昭和39年）5月5日、革新政党を主体とした反対派団体の一つである「浦本・直江津間長大トンネル反対対策会議」は総結集会を開催し、7日未明にかけて糸魚川から直江津へデモ行進（500人）を行い、途中木浦・能生・小泊・筒石・名立・有間川・長浜などで住民大会を開きながら長大トンネル反対の決意表明を行った。特に能生町は小泊・筒石で漁民全員が参加した。
続いて同月8日、上越支庁長・沿線各市町長・議会代表は国鉄本社を訪れ、国鉄側と会談し意向をただした。その席で国鉄は近いうちの地元説明会の方針を示した。これを受けて新潟県側は、現在線をローカル線として残す案を提示している。一方能生町と名立町の反対期成同盟会は運動を苛烈化させ、同年6月1日には連携して運動を展開するために連合体となった。
同年6月10日に名立町の公民館で国鉄は住民説明会を開き、現在線に沿った複線化が困難であることを説明し、この中で国鉄側は住民に対し「駅は別の地点に造って皆さんから利用してもらいやすくする。また抜き打ち的に着工するようなことはしない」と約束している。しかし、同日開催予定であった能生町での説明会は反対情勢を理由とした町側の要望により開催が見送られた。
その後、岐阜工事局長の安河内麻雄は新潟県へ調整を要請し、併せて能生駅と名立駅の山側移設、筒石駅・郷津駅の廃止とする案（C案）を新潟県知事の塚田十一郎に説明し、塚田はC案を能生・名立の両町長、反対期成同盟会長に説明した。これを受けて同年7月9日に名立町の期成同盟会では国鉄案を飲むこととし、同年7月12日に町民大会で以下の理由を挙げて新線案を了承し、名立町での反対運動はほぼ終息した。

### 筒石駅問題
能生町でも、同年7月9日にようやく国鉄による地元説明会が開催されたが、その中で能生町側は、能生駅の移設と筒石駅の廃止を理由に廃止反対の態度を強くし、11日にはC案承認に転じた名立町の期成同盟会に歩調を揃えるよう申し入れたが、名立町側に断られている。
同年8月1日に能生町の期成同盟会は筒石地区での総決起大会で「現在路線、現在駅の確保」の運動方針を再確認したものの、この反対運動をよそに国鉄本社は1964年（昭和39年）8月18日の理事会で糸魚川駅 - 直江津駅間複線電化の計画を決定し、同月20日に、直江津市で実施した沿線自治体への説明会席上で、C案での複線化と同年9月に具体的な調査に入って最終的なルートを決定すること、1971年（昭和46年）3月までの完成を国鉄の意向として発表した。これを受け、沿線市町側からは「（引用注：廃止される筒石、郷津のうち）漁港を持つ筒石駅だけは残してほしい」と要望があり、国鉄側もこの時点で存廃について明言はしなかったものの、地元の意向に寄り添うよう努力することを約束した。
同年10月に入ると、期成同盟会内部でも新ルート上に筒石駅を作る運動への切替もやむを得ないとの声が出始め、翌11月14日に県上越支庁長が「もっと（引用注：国鉄と能生町の）両者が話し合いの場を持つべき」と提案したことを受けて、能生町側も国鉄と交渉に入ることとなった。
国鉄と能生町の話し合いに先立つ同年12月7日、国鉄は新潟県知事の塚田に対してこの問題について協力を求めた。その際国鉄は、筒石駅の問題について、斜坑を利用した地下駅の設置は可能としつつ、約1億円の費用がかかること、地下駅となって不便となっても利用者がいるのか、という点を疑問とし、代替バス輸送の要望なら応じられると塚田に回答した。これに対し塚田は、造らないことを前提とせず地元と話し合うことを国鉄側へ意見した。
国鉄と能生町の話し合いは同年12月22日に始まり、翌1965年（昭和40年）1月の第2回で筒石駅は存続の場合地下駅とせざるを得ないことを説明し、翌2月2日の3回目では岐阜工事局長の安河内から柳ヶ瀬線がバス転換された事例や、今後の国道8号改良を引き合いに、頸城鉄道自動車（現：頸城自動車）のバスによる代行・運賃補償を提案した。
この提案は、筒石駅を地下に移転する場合、現在駅が所在する藤崎地区から筒石地区に移転設置が要望されており、駅勢圏6集落のなかでも駅が遠くなる藤崎・百川・大洞地区では地下駅としての設置に全員反対であったことを踏まえての提案であった。
この提案は能生町内ではむしろ「国鉄に筒石駅を設置する意思がない」と受け取られ、筒石駅の設置のほか移設後の能生駅や各種の補償についての要求を国鉄に対して提示した。

### ルートの決定と筒石駅移転設置
「第2次5か年計画」は計画を達成しないまま、1965年（昭和40年）で打ち切られ、新たに策定された、同年を初年度とする「第3次長期計画」に引き続き主要幹線の複線化・電化が盛り込まれた。この計画は1970年（昭和45年）度末までに全国で約3,300 km を複線化、それに対応して約3,100 kmを電化する、というもので、線増工事を重点的に工事を推進する路線として、東北・上越・信越・中央の各線区とともに北陸本線が挙げられた。これら線区では全線もしくは一部区間の複線化を1968年（昭和43年）度末までにおおむね完成させることを目途とし、うち北陸本線における線増は上記までに「おおむね全線複線」とする計画であった。しかし、北陸本線は初年度時点で複線化を完了していたのは、全線357 km のうち50パーセントほど（約175 km）に過ぎず、そのすべてが富山操車場以西の区間（238.8 km）におけるものであった。
残る区間のうち富山操車場 - 糸魚川駅間は初年度の1965年（昭和40年）9月30日に交流電化開業（一部複線化未了）しているものの、計画達成のためには、新線はおろか現在線線増すら未着手で状況である糸魚川駅以東の、早急な複線電化着工が迫られた。
国鉄は1965年（昭和40年）3月8日、調査委員会、部内関係者を集めた「北陸本線糸魚川・直江津間線増ルート検討会」を開催し、ルートについてはC案が適当とした。この時点でもなお国鉄は筒石駅を廃止する意向であり、翌日の9日に行われた第3回目の能生町の話し合いでは、駅の廃止と代替措置の用意があることを説明したが、能生町側は、バス輸送の定時性の不安（とくに冬季）、運賃の高騰、魚の行商が困難となることなどを理由に駅設置を譲らなかった。
その後も能生町側各派とも筒石駅設置については一致した意見を崩さなかったため、国鉄も用意していた具体的な補償・代行案を示すことができず、地元側は却って「国鉄が具体案を考えていないのではないか」と不信の度合いを高めていった。このような状況から、仲介役の新潟県上越支庁長から「もはや国鉄としても駅を設置する方針を打ち出さなければ、いたずらに着工を遅らすだけではないか」との意見も出た。
3月19日、国鉄は特定幹部を集め、副総裁の磯崎叡に対し筒石駅を設置する場合の設計、工費（7,500万円増）を説明する会合を開き、斜坑の位置を変更（後述）して筒石駅を地下駅として設置する方針を決定した。
その後、同年6月11日には新潟県知事の塚田が調停に乗り出すことを表明、23日に国鉄は本社を訪れた能生町長に「存置の方向で検討」と回答し、翌24日に前年の新潟地震からの復旧状況を視察するため新潟県を訪れた磯崎も、筒石駅の問題については「存置の方向に検討中」と回答した。
こうして能生町も能生駅移設・筒石駅地下移転存続を了承し、同年10月20日に国鉄は能生町・名立町と覚書を交わして、線増案はほぼ現在の形となった。

## 糸魚川駅 - 直江津駅間線増工事概要
1965年（昭和40年）11月10日、国鉄は北陸本線糸魚川駅 - 直江津駅間の複線電化工事の全容を発表した。
最終的に北陸本線糸魚川 - 直江津間線増工事は当初計画から2年遅れる1966年（昭和41年）3月1日に直江津市内で着工・起工式を行い、完成目標は逆に3年早めた1969年（昭和44年）秋とされた。

### 線増工事概要
線増工事は前述のC案を基とする以下のものとなった。
| 糸魚川駅 - 浦本駅 | 浦本駅 - 能生駅                                          | 能生駅         | 能生駅 - 名立駅                                            | 名立駅         | 名立駅 - 有間川駅               | 有間川駅 - 谷浜駅                                                 | 谷浜駅 - 直江津駅                                     | 路線延長 (km) | トンネル    | トンネル  | 最急勾配 (‰) | 最小曲線半径 |
| 糸魚川駅 - 浦本駅 | 浦本駅 - 能生駅                                          | 能生駅         | 能生駅 - 名立駅                                            | 名立駅         | 名立駅 - 有間川駅               | 有間川駅 - 谷浜駅                                                 | 谷浜駅 - 直江津駅                                     | 路線延長 (km) | 総延長 (km) | 最長 (km) | 最急勾配 (‰) | 最小曲線半径 |
| ----------------- | -------------------------------------------------------- | -------------- | ---------------------------------------------------------- | -------------- | ------------------------------- | ----------------------------------------------------------------- | ----------------------------------------------------- | ------------- | ----------- | --------- | ------------ | ------------ |
| 現在線を線増      | 新線建設。                                               | 新線建設。     | 新線建設。                                                 | 新線建設。     | 新線建設。                      | 現在線を線増。但し長浜トンネルは複線新トンネル（1,158 m）に切替。 | 新線建設。湯殿トンネル（3,105 m）で短絡し郷津駅廃止。 | 38.8          | 23.455      | 11.355    | 10           | R=500        |
| 現在線を線増      | 浦本トンネル（2,665 m）、木浦トンネル（1,571 m）で結ぶ。 | 新線上に移設。 | 頸城トンネル（11,353 m）で結ぶ。トンネル内に筒石駅を移設。 | 新線上に移設。 | 名立トンネル（3,601 m）で結ぶ。 | 現在線を線増。但し長浜トンネルは複線新トンネル（1,158 m）に切替。 | 新線建設。湯殿トンネル（3,105 m）で短絡し郷津駅廃止。 | 38.8          | 23.455      | 11.355    | 10           | R=500        |
| （参考）旧線      | （参考）旧線                                             | （参考）旧線   | （参考）旧線                                               | （参考）旧線   | （参考）旧線                    | （参考）旧線                                                      | （参考）旧線                                          | 41.3          | 3.09        | 0.65      | 10           | R=300        |

トンネルはいずれも直流電化複線形（内空断面積51 m2）を基本に、名立駅前後は3線断面区間（内空断面積91 m2）とした。
駅は、湯殿トンネルによって迂回される郷津駅（谷浜駅 - 直江津駅間）を廃止したほかは、能生駅は旧駅（現：糸魚川市能生事務所付近）から約700 m 山側の木浦・頸城トンネル間の明かり区間、筒石駅が頸城トンネル内の地下、名立駅が旧駅（当時の名立町大字名立小泊229-2に所在）から約1.6 km山側に離れた頸城・名立トンネル間の明かり区間に新駅を設け移転した。
施工は日本国有鉄道岐阜工事局が担当した。

### キロ程について

名立駅ホームに設置された米原起点349 kmポスト 奥が名立トンネル（2009年撮影）

北陸本線は本工事のほか、全線の29 %に当たる106.4 km を新線に切り替えたことにより、全線で路線延長が12.6 km短縮された。このため全線複線化を達成した1969年（昭和44年）10月1日の営業キロ程修正時点で、営業キロ上の総延長を353.8 km としている。
一方で施設上のキロ程（以下、施設キロ）は引き続き旧線に基づく開業以来のキロ程が用いられ、キロポスト（距離標）もこれに基づいて建植されている。これは糸魚川駅 - 直江津駅間の新線も同様であり数か所の断鎖（ブレーキメートル、BrM）の距離更正点を設け、キロ程を増減し修正している。
以下文中ではキロ程を表示する箇所があるが、特記ない限り施設キロで表記する。なお新線と旧線、および営業キロとのキロ程対照は以下の通り。えちごトキめき鉄道移管後に開業したえちご押上ひすい海岸駅については参考値として施設キロは構内に位置する西海踏切のキロ程を表記する。
|      |          |              | 糸魚川駅 | えちご押上ひすい海岸駅 （西海RC） | 交直接続点 | （BrM）   | 梶屋敷駅 | （BrM）   | （BrM）   | 浦本駅    | （BrM）   | (新) 能生駅 | (旧) 能生駅 | （BrM）   | （BrM）   | (旧) 筒石駅 | (新) 筒石駅 | (新) 名立駅 | (旧) 名立駅 | （BrM）   | 有間川駅 | （BrM）   | （BrM）   | 谷浜駅  | 郷津駅  | （BrM）   | （BrM）   | 直江津駅  |
| ---- | -------- | ------------ | -------- | --------------------------------- | ---------- | --------- | -------- | --------- | --------- | --------- | --------- | ----------- | ----------- | --------- | --------- | ----------- | ----------- | ----------- | ----------- | --------- | -------- | --------- | --------- | ------- | ------- | --------- | --------- | --------- |
| 旧線 | 施設キロ | （米原起点） | 324.260  | 325.85235                         | -          | 328.00534 | 328.620  | 329.70991 | 331.00000 | 332.10000 | -         | -           | 337.640     | -         | -         | 344.080     | -           | -           | 350.660     | -         | 355.250  | 355.59140 | 357.14886 | 358.560 | 360.930 | 362.10000 | 363.94000 | 365.52585 |
| 新線 | 施設キロ | （米原起点） | 324.260  | 325.85235                         | 327.200    | 328.00000 | 328.620  | 329.69890 | 330.98698 | 332.10000 | 333.69970 | 337.270     | -           | 342.30000 | 342.90000 | -           | 344.700     | 348.910     | -           | 350.89800 | 355.170  | 355.59226 | 357.14886 | 358.560 | -       | 362.09700 | 363.59761 | 365.52585 |
| 新線 | 施設キロ | （米原起点） | 324.260  | 325.85235                         | 327.200    | 328.00534 | 328.620  | 329.70991 | 331.00000 | 332.10000 | 333.70000 | 337.270     | -           | 342.31100 | 342.90100 | -           | 344.700     | 348.910     | -           | 353.00000 | 355.170  | 355.59140 | 357.14446 | 358.560 | -       | 362.10000 | 363.94000 | 365.52585 |
| 新線 | 営業キロ | （米原起点） | 315.0    | （316.6)                          | -          | -         | 319.3    | -         | -         | 322.8     | -         | 327.9       | -           | -         | -         | -           | 335.4       | 339.6       | -           | -         | 343.8    | -         | -         | 347.2   | -       | -         | -         | 353.8     |
| 新線 | 営業キロ | （市振起点） | 20.5     | 22.1                              | -          | -         | 24.8     | -         | -         | 28.3      | -         | 33.4        | -           | -         | -         | -           | 40.9        | 45.1        | -           | -         | 49.3     | -         | -         | 52.7    | -       | -         | -         | 59.3      |

### 施工

#### 施工にあたっての技術的問題点
新線建設にあたっては特にトンネル掘削に関して以下の技術的問題点が懸念された。
1. 膨張性軟弱泥岩およびベントナイト層の掘削（頸城トンネル）
2. 4 - 5 kg/cm2の被圧下にある含水砂礫層の掘削（浦本トンネル）
3. 噴出するメタンガスに対する安全対策（各トンネル）
4. 軟弱泥岩地帯での3線断面（約120 m2）の掘削（頸城トンネル、名立トンネル）

特に頸城トンネルに関しては、能生谷層と呼ばれる泥岩主体の層が入口側から濁澄川付近まで続き、その上にさらに砂岩と泥岩が互層となって重なっている。また、坑口から350 - 500 m 間にかけて、および中央部の濁澄川下部に水溶膨張度が高いベントナイト質凝灰岩が介在する。徳合川の谷を境に名立川層と称する泥岩が主体となる。いずれも第三紀層に属する比較的新しい地層で、固結度が低いものであった。特に第1工区から第3工区にかけては、地殻変動の甚だしい地帯で地すべり崩土層が広く分布するとともに、各所での爆発性ガスの検知、石油の湧出、異常膨張性泥岩の存在、摂氏30度に達する高温など、数々の困難に見舞われることになった。

#### 施工法
各トンネルともおおむね軟弱地質帯を貫くことから全断面掘削は実施せず、中央底設導坑先進上部半断面掘削逆巻工法を主に採用し、地質が悪い箇所は側壁導坑先進順巻工法（サイロット工法）や、特殊サイロット工法を用いた。その他、特殊な施工については各トンネルの項で述べる。

## 頸城トンネル建設工事

### 線形と規格
両起終点付近に能生川と名立川およびこれらに沿う県道があり、坑口の位置・高さはこれらとの立体交差の都合から決定した。また山王、相場、濁澄、筒石、徳合の各河川の下を横切る際のできるだけ大きな土被りの確保や、地すべり土塊下の良質地層下の通過を狙い、概ね直線としながらも中間部に半径1,000 m 、名立方坑口手前から名立駅構内にかけ半径2,000 m の曲線を介在させている。また、北陸本線の線路規格上、勾配は10 ‰ まで許容されていたが、上述の制約、特に現に地すべりしていた濁澄川との土被りをできるだけとる都合から、縦断線形は起点から途中濁澄川付近（343km地点付近）までの約5.1 km が2.5 ‰ の上り勾配、そこから終点まで約6.3 km が2.0 ‰ の下り勾配と設定された。これは泥岩におけるトンネルとしては排水上最小限とされる値である。それでも土被りの厚さは、山王川で18.4 m、濁澄川で13.5 m、筒石川で15.2 m、徳合川で9.0 m となり、これらの地区では慎重な施工が必要となった。

### 建設担当と工区割
当初より線増工事の完成時期は頸城トンネルの工事に支配されると考えられていたが、1969年（昭和44年）秋の完成を達成するには36か月の工期となり、両坑口からの掘削に加えて中間に斜坑を設けての施工が必要であった。このため、土被りが浅くなる川筋3か所に谷に通じる道路を拡幅整備したうえでトンネル上部へ将来の換気・保守作業通路へ転用する斜坑を設置し、5工区に分割して本坑の施工を実施した。
当初斜坑は山王川、濁澄川、徳合川の3か所で予定されていたが、筒石駅設置に伴い斜坑の旅客通路転用を考慮し、山王川、筒石川、徳合川の3か所に変更した。しかし後述する進捗状況への不安から着工1年半後の1967年（昭和42年）12月には当初予定されていた濁澄川にも第3工区に通じる斜坑（大藤崎斜坑）を追加している。
また、第1工区と第2工区の間、第2工区と第3工区の間、第4工区と第5工区の間は着工当初600 mの未契約区間を残し、その後の進捗に応じて契約して各工区に配分して工程の調整を行った。
| 工区名                   | 工区名                   | 第1工区               | 第2工区       | 第3工区       | 第3工区       | 第3工区       | 第4工区         | 第4工区         | 第5工区               |
| ------------------------ | ------------------------ | --------------------- | ------------- | ------------- | ------------- | ------------- | --------------- | --------------- | --------------------- |
| 着工                     | 着工                     | 1966年4月23日         | 1966年3月14日 | 1966年2月21日 | 1966年2月21日 | 1966年2月21日 | 1966年3月5日    | 1966年3月5日    | 1966年2月26日         |
| 竣工                     | 竣工                     | 1969年3月31日         | 1969年4月10日 | 1969年4月5日  | 1969年4月5日  | 1969年4月5日  | 1969年4月5日    | 1969年4月5日    | 1969年1月15日         |
| キロ程                   | 起点                     | 337 km 418 m 66       | 339 km 550 m  | 342 km 300 m  | 342 km 300 m  | 342 km 300 m  | 344 km 840 m    | 344 km 840 m    | 346 km 900 m          |
| キロ程                   | 終点                     | 339 km 550 m          | 342 km 300 m  | 344 km 840 m  | 344 km 840 m  | 344 km 840 m  | 346 km 900 m    | 346 km 900 m    | 348 km 771 m 66       |
| 延長                     | 延長                     | 2,131 m 34            | 2,750 m       | 2,540 m       | 2,540 m       | 2,540 m       | 2,060 m         | 2,060 m         | 1,871 m 66            |
| 隣接工区 との 貫通年月日 | 隣接工区 との 貫通年月日 | 1969年1月7日          | 1968年8月28日 | 1967年4月7日  | 1967年4月7日  | 1967年4月7日  | 1967年8月10日   | 1967年8月10日   | -                     |
| 作業坑                   | 名称                     | なし （坑口から施工） | 山王斜坑      | 大藤崎斜坑    | 筒石斜坑      | （筒石駅）    | 徳合斜坑        | 徳合斜坑        | なし （坑口から施工） |
| 作業坑                   | 延長                     | なし （坑口から施工） | 174.3 m       | 171 m         | 232.1 m       | -             | 174.4 m         | 174.4 m         | なし （坑口から施工） |
| 作業坑                   | 勾配                     | なし （坑口から施工） | 1/4           | 1/3.5         | 1/4           | -             | 1/4             | 1/4             | なし （坑口から施工） |
| 作業坑                   | 地点                     | なし （坑口から施工） | 340 km 170 m  | 342 km 950 m  | 344 km 545 m  | 344 km 700 m  | 346 km 057 m 30 | 346 km 057 m 30 | なし （坑口から施工） |
| 施工業者                 | 施工業者                 | 大成建設              | 間組          | 熊谷組        | 熊谷組        | 熊谷組        | 鹿島建設        | 鹿島建設        | 鉄建建設              |
| 請負金額                 | 請負金額                 | 15億7500万円          | 16億3900万円  | 17億5400万円  | 17億5400万円  | 17億5400万円  | 10億2700万円    | 10億2700万円    | 9億8300万円           |
| 備考                     | 備考                     |                       | [ 注釈 49 ]   | [ 注釈 50 ]   | [ 注釈 50 ]   | [ 注釈 50 ]   | [ 注釈 51 ]     | [ 注釈 51 ]     | [ 注釈 52 ]           |

### 第1工区
第1工区は大成建設により、1966年（昭和41年）2月に米原方坑口から着手した。掘削方式は底設導坑先進上部半断面掘削逆巻工法で進められ、ベントナイト質凝灰岩地帯（坑口より350 - 500 m 地点間）、石油の浸出（坑口より355 mおよび580 m付近）や断層も無事突破し、当初の1,000 m ほどの区間は順調なペースで掘削が進み、翌1967年（昭和42年）3月までに底設導坑は1,350 m地点まで掘削を実施した。
しかしその後坑口より985 - 1,135 m 地点間では導坑に盤ぶくれ現象が生じ最大80 cm 扛上、導坑支保工内側幅が約1 m 縮小し、その区間の盤下げ縫返しが行われた。
さらに、導坑が坑口より1,465 m 地点、上半掘削が1,350 m 地点に達したころから最大で土圧150 - 200 トン/m2 にもなる異常膨張性を持った約549 m の泥岩層区間（以下、異常地圧区間、米原起点338 km 851 m - 339 km 400 m間、以下特記ない限り米原起点）に達し、以降矢板折損、支保工変形が激しくなり、盤ぶくれはピークとなる掘削2週間後には1日平均6 cm にもおよび、インバートコンクリートも破壊された。このため支保工の補強・縫返し、コンクリート仮巻き、盤下げ、コンクリート巻直し、吹付けコンクリート施工、大断面採用、などの対策を実施しながら掘進を進めたが、その吹付けコンクリートも破壊されるなど支保工やコンクリートの座屈変状は止まることはなかった。
1967年（昭和42年）10月19日、坑口より1,670 m（339 km 084.9 m）地点で導坑掘進は不可能となった。このため上部半断面を先進させることとしたが、上部半断面の掘削に従い338 km 851 m以奥の導坑は全面的に圧潰した。加えて、以降は上部半断面も最大200 cm の盤ぶくれや支保工の著しい変状が発生するなど経日とともに変状が目立ち始め、同年11月30日坑口より1,543 m（338 km 958.4 m）地点で上部の掘進が中止された。
このため、上部掘進が中止された338 km 958.4 m 以奥の掘削工法については、中止翌月の1967年（昭和42年）12月21・22日に検討会議が開かれた。再開に当たってはNATM工法などが検討されたが、最終的に以下の方針で工事を継続することとなった。
- 大きな地圧抵抗力が期待できる上部半断面先進ベンチカット併進逆巻工法[注釈 54]を採用
- 断面をインバートもふくめ円形に変更
- 掘削後直ちに掘削分の延長をコンクリート覆工。覆工は2回巻（1次巻70 cm、2次巻50 cm[103]）とする
- 覆工コンクリートは早強コンクリートを使用し、1次巻のみ鉄筋を挿入（2次巻は1次巻の変状が少なかったため無筋）[103][89]
- 覆工1次巻のある程度の変状を考慮し断面を拡大
- 全断面の可能な限りの覆工早期完了のため上半と下半は極力間隔を短くする

この方針の下、上部半断面掘削中止地点までの約100 m の区間の下部半断面については、翌年3月末までに縫返しを実施し上半のアーチコンクリートを打設後すぐに側壁・インバートを打設して早急に完成形状に仕上げ、同時に断面を円形に近づけ、中止地点まで完成形での施工を終了させた。残る異常地圧区間は1968年（昭和43年）4月3日から掘削を再開した。以降は1968年（昭和43年）11月時点で上半・下半とも2.50 m/日の掘進速度を維持し、順調に工事が進んだ。工区の残り延長が150 m となった339 km 400 m地点より膨張はなくなったが、工法変更は工費・工期両面で有利でないことから断面のみ普通断面として工区境まで工事を継続した。1969年（昭和44年）1月7日に339 km 500 m 地点で第2工区と貫通し、これによりトンネル全区間が貫通した。
なお、異常地圧区間の建設費は、円形断面としたことや覆工に鉄筋コンクリートを使用したことなどにより、通常断面区間を底設導坑方式で建設した区間の2倍の1,084,000円/mに達した。

### 第2工区
第2工区は間組により、山王斜坑によって1966年（昭和41年）10月に斜坑坑底（340 km 170 m）へ取り付き、サイロット工法にて直ちに直江津方への本坑掘進に着手した。坑内温度は30 ℃〜35 ℃に達する高温下での作業となったが、翌1967年（昭和42年）6月までに導坑は約1,100 m を掘進するなど順調に工事を進めた。しかし、上半断面切羽が斜坑交点より800 m（340 km 970 m）の地点に差し掛かったころ、同地点の導坑が同年5月下旬から7月下旬までの間に約90 cm 扛上するなど盤ぶくれが発生し、同年6月から8月にかけ、導坑切羽掘削を中止し盤下げを実施した。
導坑の掘削が停止している間でも、上半の掘削は斜坑交点より870 m まで進められた。しかし、導坑の盤ぶくれ範囲が相場川下部藤崎脊斜軸の泥岩地帯にあたる970 m 地点までに拡大し、上半掘削を停止して約50 cmの盤下げを実施した。その後上半掘削は同年10月に再開されたが、再び970 m 地点の導坑に盤ぶくれが発生し、同年11月に再度約70 cm の盤下げを実施した。
それでもなお導坑掘進は強行されたが、相場川下部の藤崎背斜軸付近（341 km 170 - 300 m 間）は地質不良・地耐力不足の様相を示した。このため当該区間は導坑に仮巻きコンクリートを施工し、上半掘削はこの地点を飛ばして奥を実施することとした。
当該区間は特殊サイロット工法に切り替えて工事が行われ、1968年（昭和43年）11月にかけて約1年がかりで同区間を施工した。このほか、342 km 980 m - 343 km 050 m間、343 km 460 m - 460 m間、343 km 735 m - 935 m 間をサイロット工法で施工した。
第1工区と第2工区の間に600 m 残されていた未契約区間は、前述の第1工区の苦闘による工程遅れに伴いすべて第2工区の受け持ちとされた。一方、第2工区と第3工区間の未契約区間については後述の理由から第3工区側がすべて受け持った。

### 第3工区
| 筒石斜坑（現筒石駅旅客通路）入口（2010年） |  | 筒石斜坑（現：筒石駅旅客通路）内部（2011年） |
| 筒石斜坑（現筒石駅旅客通路）入口（2010年） |  | 筒石斜坑（現：筒石駅旅客通路）内部（2011年） |

| 筒石斜坑（直進）と筒石駅旅客通路（左方）の分岐部。（2010年） |  | 1967年（昭和42年）4月7日、第3工区と第4工区の貫通点にて握手する国鉄岐阜工事局長高橋克男（右）と同糸魚川出張所長朝倉隆（左） |
| 筒石斜坑（直進）と筒石駅旅客通路（左方）の分岐部。（2010年） |  | 1967年（昭和42年）4月7日、第3工区と第4工区の貫通点にて握手する国鉄岐阜工事局長高橋克男（右）と同糸魚川出張所長朝倉隆（左） |

第3工区は熊谷組により、筒石斜坑坑口にて1966年（昭和41年）3月30日に起工し、同年7月15日に斜坑坑底（344 km 545 m）から、直江津方と米原方の2方向へ掘削を開始した。
直江津方は底設導坑先進上部半断面掘削逆巻工法で掘削し、344 km 700 m 前後の280 m では筒石川直下の土被りの薄い箇所にもかかわらず、筒石駅を設置するため通常断面より側幅が1.3 m, 断面が0.64 m 広い特殊断面を掘削した。この区間は順調に進行し1967年（昭和42年）3月に工区境に達し、4月7日に岐阜工事局長高橋克男の発破により第4工区と貫通、頸城トンネル各工区間で最初の貫通となった。
一方米原方は、当初、濁澄川直下（契約段階でサイロット工法を指定）を除いて、直江津方と同様底設導坑先進上部半断面掘削逆巻工法で掘削を予定していたが、濁澄川直下であり地すべり誘発の危険性が最も大きい区間であること、地耐力不足で上半アーチが沈下するおそれから、同年8月18日以降344 km 435地点より、請負側の願出により、サイロット工法に方式を切り替えている。しかし海側の導坑切羽が343 km 830付近に到達した1966年（昭和41年）12月中旬ごろ、支保工が膨圧により変形をはじめ、その後各種の変状対策を行いつつ、いったん掘削は中止した。
翌1967年（昭和42年）2月14日、山側の導坑のみ343 km 940 m地点より掘削を再開したが、これにより海側の導坑が最大40 cm せり上がり蛇行するなど大きく変状し、補強用の柱を立て込むなどして機能を喪失したため、3月5日には再度掘削を中止し、海側導坑縫い返しと山側導坑補強に専念して、同月7日には山側導坑のみ掘削を再開した。
その4月6日までの1ヶ月で343 km 875 m 付近まで約 60 m 掘削を進めたが、翌7日夕刻ごろ、切羽右天端より突如漏水し、翌日には毎分7 - 8 Lの噴出をみた。同時に343 km 830 - 887 m付近で左右から突然強大な地圧を受け、山鳴り、矢板折損、支保工変形が発生し、崩壊の危険から補強作業も含め一旦以奥での作業を中止した。
9日には補強作業を再開したが、海側導坑も同地点で変状が発生し、縦横に丸太などで柱・横はりを施工したため導坑は通行不能となり、5月末までに一応の補強は終了したものの、切羽は4か月間にわたり作業を中止した。
その後数か月かけ345 km 745 - 935 m間の導坑縫返し、仮巻コンクリートを実施し、同年7月24日に右側、9月10日より左側導坑の掘削を再開した。この再開に際して、導坑は左右で雁行させず併進させ、後方の側壁コンクリートもなるべく切羽と近づける対策を実行している。その後も343 km 650 - 900 m 区間で側壁コンクリート押出し現象が発生したことで手直しがあったものの、異常膨圧区間は無事に突破し、その後導坑を馬蹄形に変更して引き続き懸案であった濁澄川直下のベントナイト層を引き続き掘削することとなった。
なお前述したように第3工区には大藤崎斜坑が追設されている。これは、第1工区が強大地圧で難航し、第1 - 2工区境界の未契約区間が第2工区持ちとなったこと、一方で第2工区側に掘削停止期間があったこと、第3工区に濁澄川下部のベントナイト層を貫く区間（343 km 100 m付近）があり難航が予想されたことと、以上の要因で工程上問題があったことから1967年（昭和42年）9月末に設置が決定されたもので、この関係から第2 - 3工区境界の未契約区間が第3工区持ちとなった。
大藤崎斜坑は1947年（昭和42年）10月20日に掘削に着手し、翌1948年（昭和43年）1月末に坑底（342 km 310 m）に取り付き、2月9日より濁澄川下部のベントナイト層へ向けて迎え掘りを開始し、同年3月に導坑を貫通させ、夏には完了した。また、第2工区境界に向けても掘削を行い、同年8月28日に第2工区と貫通した。

### 第4工区

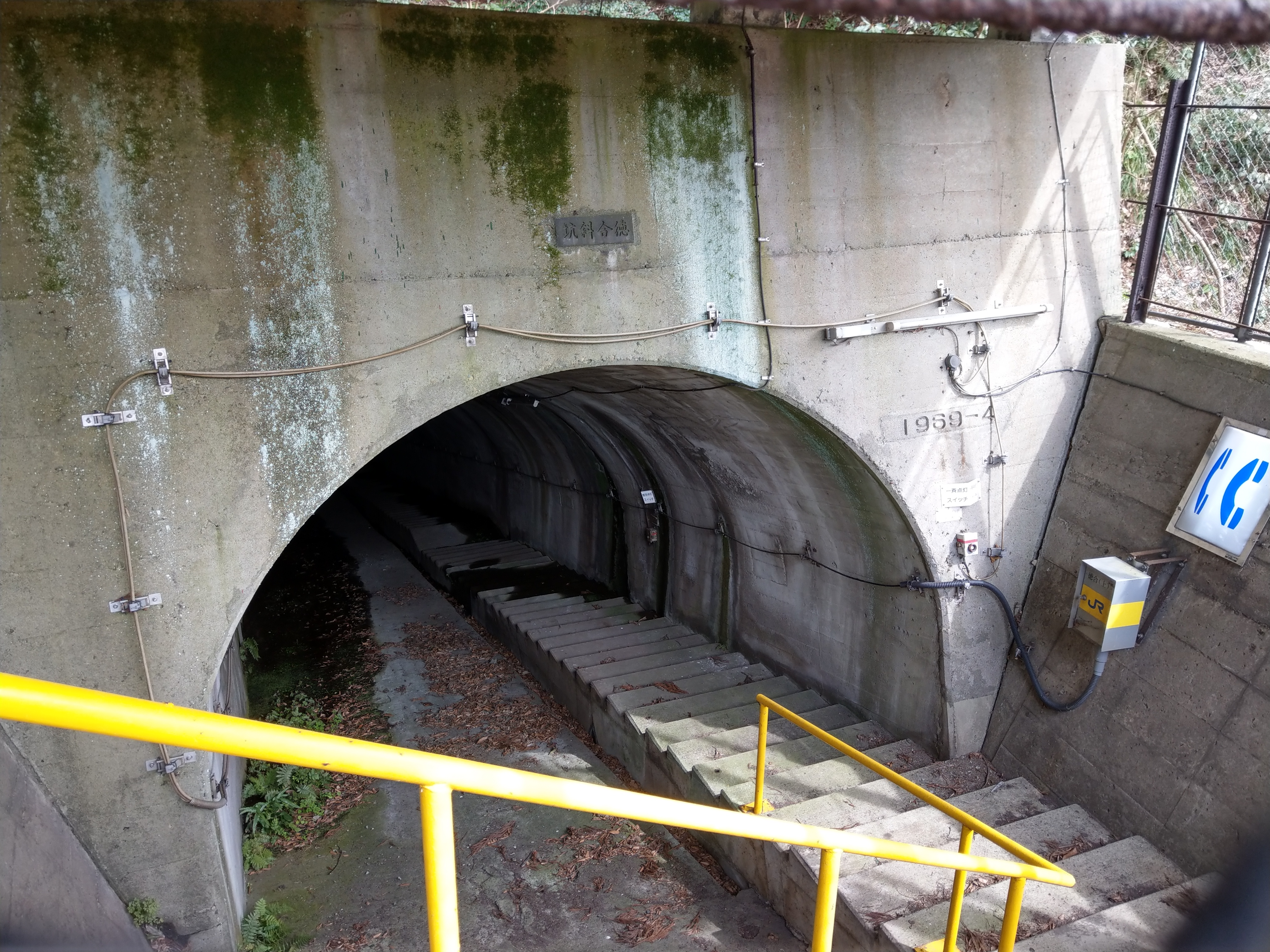
糸魚川市徳合に設けられた徳合斜坑（2019年）。第4工区へ通じる。現在は保守・避難用。

第4工区は鹿島建設により、徳合斜坑によって本坑に取り付いて米原方と直江津方へ掘削し、底設導坑先進上部半断面掘削逆巻工法を用い、湧水も少なく順調に施工した。第4工区と第5工区については順調に掘削が進んだことから、工区境にある600 m の未契約区間は、300 m ずつ分割してそれぞれ施工した。

### 第5工区
第5工区は鉄建建設により、直江津方の坑口から着手した。前述のとおり名立駅設置の都合上、坑口付近250 m が3線断面、そのあと30 m が通常断面への移行部分になっていたことからこの付近についてはサイロット工法で掘削を行い、そのほかは底設導坑先進上部半断面掘削逆巻工法で施工した。坑口より150 m地点で湧水に伴う細砂の流出、347 km 420 mでの砂層との遭遇があったが、そのほかは比較的順調に掘削が行われた。
なお、第5工区および隣接する名立トンネル第1工区の工事に関して、第5工区山上の養鶏場では、騒音・夜間照明による産卵低下、衝撃による鶏の死亡が発生し、各種の対策を行ったが効果が乏しく、補償として仮鶏舎への移転が行われた。

### 斜坑の処理
4本の斜坑のうち、筒石斜坑は途中まで筒石駅旅客通路として転用され、残りは保守用となった。山王・徳合斜坑は換気・保守用通路として存置することとなり、坑口に地すべりや冠水流入を防ぐ防護堤を設置し、坑内には階段・手すりが整備された。大藤崎斜坑は『線増工事史』 (1970)では表土と地山の境界付近（坑口から45m地点）と坑口で完全に閉塞した、とされているが、実際には閉塞されず、他の斜坑と同様、換気・保守用通路となった。

### 頸城トンネルの完成
第1 - 第3工区の難航により当初の工期が危ぶまれたものの、トンネル自体の工事は1969年（昭和44年）5月に全面完成し、予定通りの完成となった。
同年6月10日に頸城隧道銘標除幕式およびレール締結式が実施された。締結式は米原方坑口から約25メートル入った場所、下り337 km 439 m 30 地点、上り337 km 433 m 50 地点で実施された。

## その他線増工事における特筆すべき工事

### 糸魚川駅 - 浦本駅間線増
この区間は当初、1966年（昭和41年）に着工し、糸魚川駅 - 梶屋敷駅間を1967年（昭和42年）10月、梶屋敷駅 - 浦本駅間を1968年（昭和43年）10月に複線とする計画であったが、用地買収の手間取りなどが影響し、本格的な着工は1968年（昭和43年）春に持ち越されることとなった。
このうち、上り線用として新設される早川橋梁（梶屋敷駅 - 浦本駅間 延長280 m 67）は1967年（昭和42年）2月15日に下部構造に着手し、翌1968年（昭和43年）7月1日に上部構造が竣工し、同様に上り線橋梁を新設する海川橋梁（糸魚川駅 - 梶屋敷駅間〔現：えちご押上ひすい海岸駅 - 梶屋敷駅間〕 延長81 m 60）も下部構造に1968年（昭和43年）3月から着手し、同年12月30日に上部構造含め竣工した。
線増工事全体の竣工は1969年4月となり、同年6月4日に糸魚川駅 - 梶屋敷駅間、同月19日に梶屋敷駅 - 浦本駅間を複線で供用開始した。

### 浦本トンネル（浦本駅 - 能生駅）
浦本トンネルは第1工区が奥村組、第2工区が大林組の請負によりそれぞれ1966年（昭和41年）10月21日、9月13日に着工した。
本トンネル第1工区（332 km 215 m - 333 km 699 m 70）では、ルート選定時のボーリング調査で地表に圧力水が自噴する箇所があり、鬼伏調査坑（延長221 m）を掘削した。その結果、泥岩と砂れき層の境界に大量の地下水の存在が判明したが、前後の取り付けの関係上やむを得ず被圧水帯を掘削することとなった。その後の掘削では坑口より420 m 掘進後、泥岩砂れき境界付近の切羽で地質調査用ボーリング3本を実施したところ、3気圧 1,700 L/分の湧水に遭遇し、切羽掘削が中止された。
その後も減水の兆候は見られなかったため、長孔ボーリングによる水抜きを実施し、1回目のボーリングでは湧水圧は0.5気圧に減少するなど成功をおさめ、以降調査ボーリングにより被圧水が確かめられる度に水抜き・排水が実施され、最終的に長孔ボーリングは孔数17、延長2,210 m に及んだ。
第2工区（333 km 699 m 70 - 334km 879m 70）では直江津方坑口からの 500 m は地質調査・ボーリング調査の結果から旧期地すべり堆積物と見られる破砕軟弱泥岩であることが明らかとなっていた。工事は1966年（昭和41年）11月に中央底設導坑先進上部半断面掘削逆巻工法（一部特殊サイロット工法）で掘削を開始した。しかし、上半部掘削に至って地耐力不足・土被り荷重により支保工の沈下・変形が発生し掘削不能となった。その後もアーチコンクリート支保工脚部の根固めコンクリート施工や、覆工厚を1次巻・2次巻計 80 cm とするなど慎重な工事を進めたが、沈下は止まず、334 km 700 m 付近では沈下により地表に亀裂が発生するまでに至った。
これらの問題により、当初の500 m の区間は掘進に約1年を費やすこととなり、以奥の約 700 m については引き続き良好な地質は期待できないとして、サイロット工法に変更して切り抜けた。これにより工期は当初想定から約半年遅れており、後に、最初からサイロット工法を採用していれば、より安全・能率的・経済的に施工できたと指摘されている。
このほか軌道については、コンクリートスラブ軌道を上下線各195 mの区間で試験採用した（後述）。
本トンネルは1968年（昭和43年）3月14日に貫通し、1969年（昭和44年）3月10日の第1工区インバートコンクリート工事竣工をもって工事は終了した。

### 木浦トンネル（浦本駅 - 能生駅）

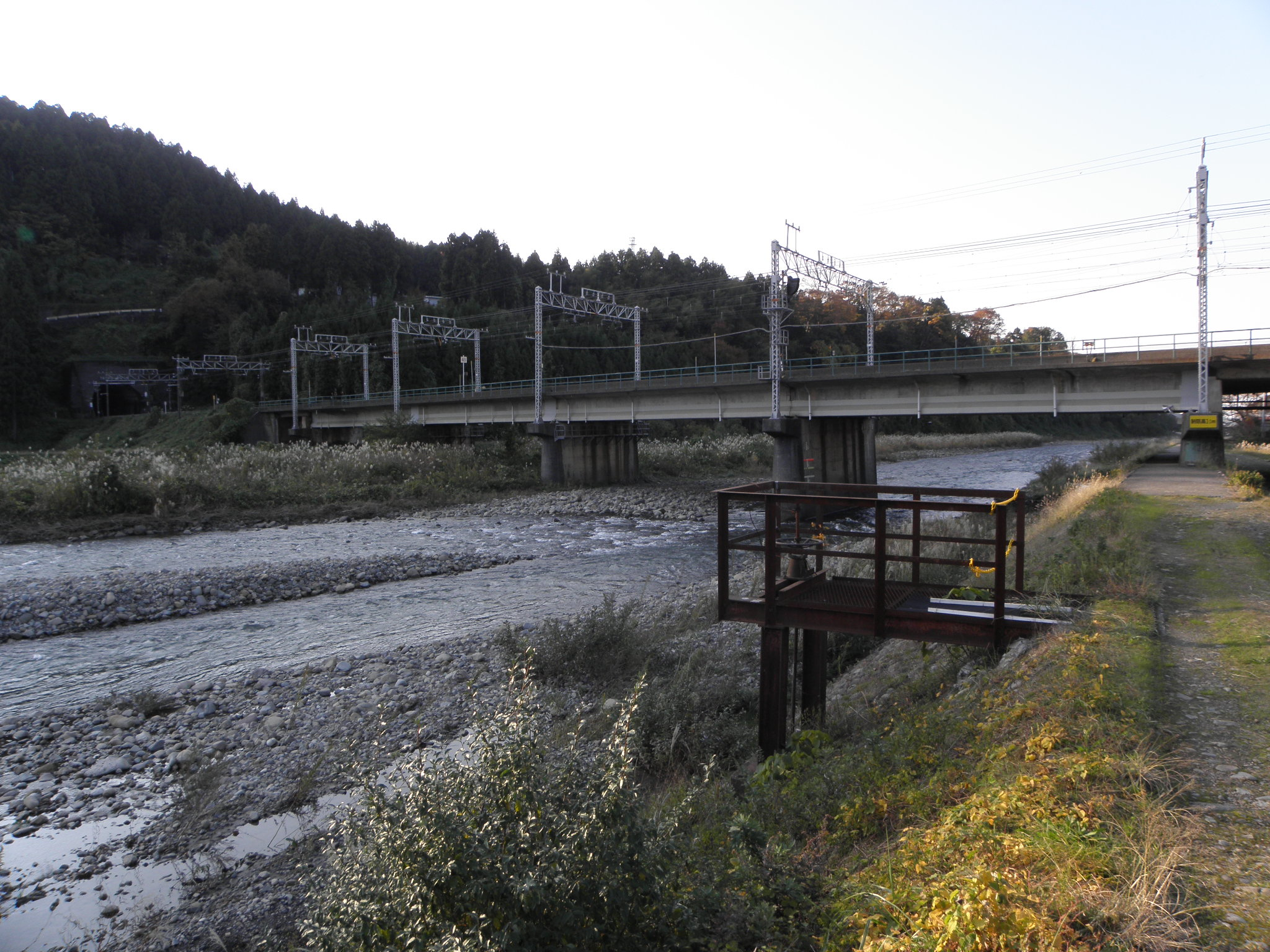
能生川橋梁（写真中央）の左奥が木浦トンネル（2010年）

木浦トンネルは前田建設工業の請負により1966年（昭和41年）10月24日に着工した。本トンネルでは国鉄におけるトンネルボーリングマシン（以下、TBM）施工の可能性、使用時の問題点、経済性の検討を行うため、糸魚川駅 - 直江津駅間の工事区間で比較的地質が安定している本トンネルの一部区間で、底設導坑をTBMによる導坑に置き換えて（TBM先進工法）施工した。
TBM（小松ロビンスT.M.230G型）は制作した小松製作所から有償で借上げ、施工業者の前田建設工業に貸与の上、用いた。このTBMは国産第1号のものであり、もとは愛媛県新居浜市の住友共同電力東平発電所の水路トンネル工事における硬岩掘削を目的として制作されたものの、掘削時に生じた問題から試用を中止されていたものであった。このため木浦トンネルにおける試用は、軟岩における性能を明らかにすることも目的のひとつであった。
使用されたのは延長1,570 m のうち887 m で、1967年（昭和42年）1月12日に直江津方坑口から125.3 m の地点から掘削を開始した。木浦トンネルも能生谷層に属する泥岩主体の地質であり、試験掘削期間中には大量の湧水に遭遇したが、2月18日からの本工事では掘削はほぼ順調に進行し、3月には、月進（29日間）362 m、平均日進12.5 m を達成し、3月25日には日進246 m を達成した。TBMによる掘削は5月5日、岩質が軟弱となり困難となったことから終了し、5月16日に335 km 651 m 8 地点にて、米原方から発破工法で掘削した底設導坑と貫通した。
日本の鉄道トンネルにおけるTBMは本トンネルのほか同年より青函トンネルの導坑掘削でも用いられたが、日本の複雑な地質への適応の問題から、その後の使用は数例にとどまり、後年の海外での実績の評価や、国内におけるシールド技術の蓄積による再評価が進むまで本格採用には至らなかった。
本トンネルの工事は1969年（昭和44年）1月20日のインバートコンクリート工事竣工をもって終了した。

### 名立川橋りょう（名立駅構内）
名立駅ホームを設置する名立川橋りょうは日本の鉄道橋として初めてPCけたブロック工法での架設が行われた。

### 名立トンネル（名立駅 - 有間川駅）
名立トンネルは頸城トンネルと同様3線断面区間を持つトンネルであるが、第2工区でアーチライニング沈下の事故があったほかは順調に施工された。
工事は第1工区が飛島建設、第2工区が佐藤工業が請負い、工事は1966年（昭和41年）5月28日に第1工区から着工、1969年（昭和44年）4月5日の第2工区コンクリート道床工事竣工をもって終了した。

### 長浜トンネル（有間川駅 - 谷浜駅）

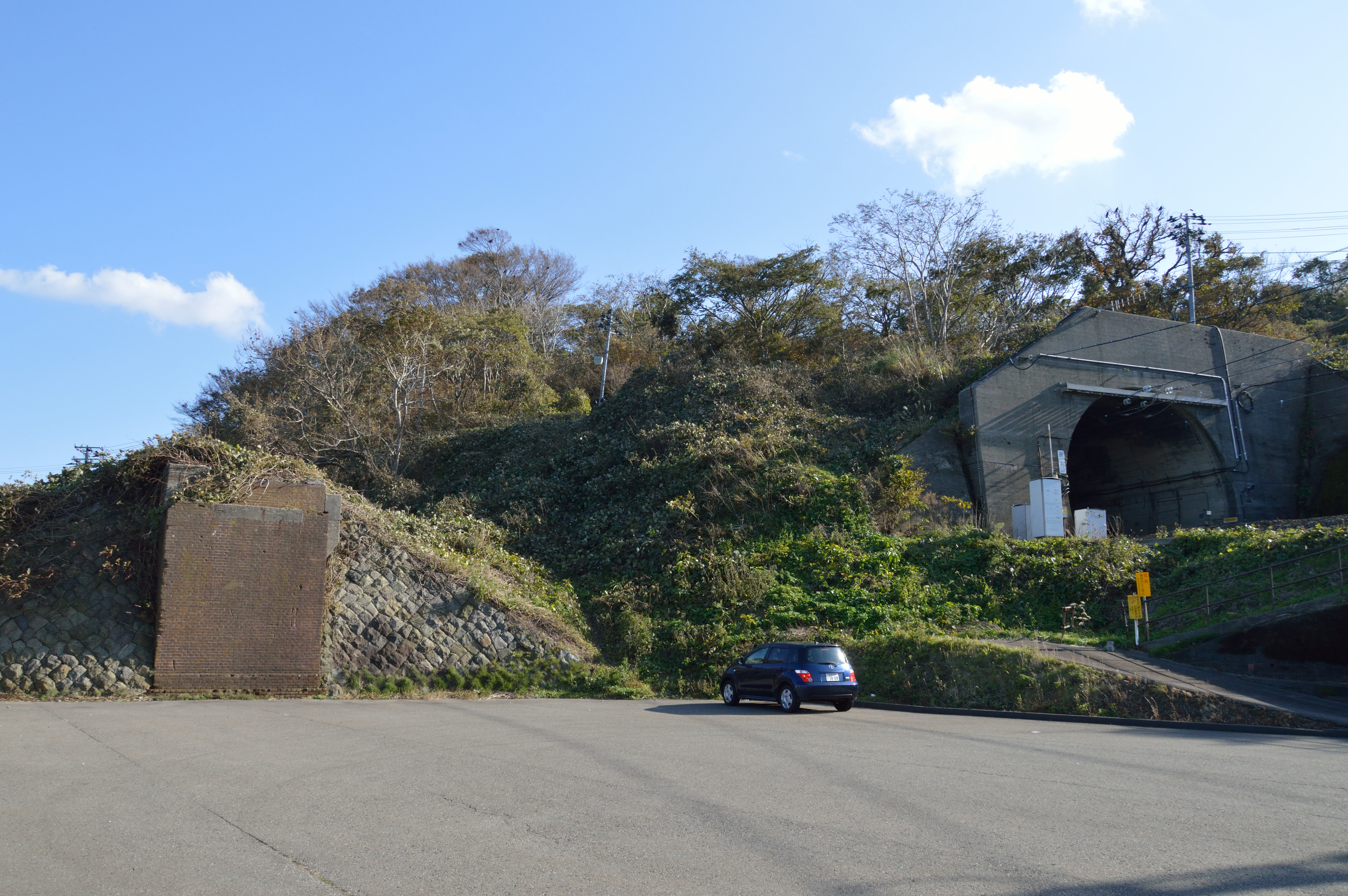
谷浜 - 有間川間 新線の長浜トンネル米原方坑口と旧線桑取川橋梁の橋台（2016年）

長浜トンネルは旧線長浜トンネルに並行して新設される、糸魚川駅 - 直江津駅間で最も短いトンネル（完成時延長1,158 m）であり、土被りが浅いために大部分で風化層を掘削する必要があったものの、他の区間と比較して良質な地層であり、前述した施工にあたっての技術的問題点もないトンネルとされていた。工事は三井建設の請負で1966年（昭和41年）7月25日に着手し、直江津方坑口から掘削を開始した。掘削は底設導坑先進上部半断面掘削逆巻方式を採用した。なお、この区間では、起点方に設けられていた旧線桑取川橋梁が1965年（昭和40年）9月に台風24号で被災し、傾斜した米原方の橋台を応急復旧して凌いでいたことから、先行して1968年（昭和43年）10月に新線を開通させることを目標として工事が進められた。
しかし、1967年（昭和42年）1月20日22時25分ごろ、直江津方坑口から136.0〜156.4 m 間（356 km 992 m）地点で突如崩壊が発生し、上部半断面（延長20.4 m）、底設導坑（24.0 m）が埋没した。これにより当時支保工変状の為補強支保工の建て込みを実施していた作業員計10名（上部半断面6名、底設導坑4名）が巻き込まれ、このうち上部半断面で5名が埋没した。埋没を逃れた5名は崩壊後まもなく底設導坑のエアパイプを通じて生存が確認され、エアパイプで照明用電灯線、食糧、衣類、毛布が送られた。救助は糸魚川駅 - 直江津駅間でトンネルを施工していた全12の請負業者から延べ347名の応援を受け、上部半断面山側と底設導坑海側に救助坑を掘削し、事故から82時間後の1月24日9時10分に生存者が上部の救出坑から救出された。なお、埋没した5名は、2名が生存者救出時、残る3名が同年2月4日までに救助作業後の底設導坑復旧時にいずれも遺体として収容された。
当時、支保工に鋼アーチ支保工が採用されるようになり落盤事故が減少していたことと、同区間が入念な事前調査によりルート選定・設計を実施していたこともあり、この事故は関係者・国鉄に大きな衝撃を与えた。このため応急救助作業の終了後、部内外の権威者による「北陸本線長浜ずい道事故技術調査委員会」が設置され、同年2月4日から2月15日にかけ特別委員・委員による現地視察を行った。
事故技術調査委員会では同年6月19日に事故原因について結論を出し、掘削により地盤が坑口方向へクリープする現象により泥岩の亀裂面の隙間が大きくなり、山のゆるみが促進されたこと、崩壊箇所付近が局部的に特に弱い風化層がトンネル天端から上方約5〜6 mの位置まで及んでおり、ゆるみが上部まで及び、加えて同年1月15日から17日にかけての積雪（1.4 m）が17日以降の気温上昇により融け、地山のゆるみを促進させたことにより、急激に支保工にかかる土圧が増加し、瞬間的に崩壊したものとしている。また、白井 & 那須 (2000)では、事故技術調査委員会の指摘に加え、崩壊箇所付近の小断層を境に地質の力学的特性が異なっていた（手前が第三期風化泥岩、奥が第三期泥岩）ことも指摘している。
これにより工程は大幅に遅れることとなったが、トンネル自体は1967円（昭和42年）6月14日には貫通、工事全体も翌1968年（昭和43年）7月24日に竣工し、翌1969年（昭和44年）9月25日に他区間に先駆けて複線の供用を開始している。

### 湯殿トンネル（谷浜駅 - 直江津駅間）
湯殿トンネルでは地すべり湿地帯にあたる直江津方坑口付近30 m間はPIP杭を壁状に隙間なく施工することで、アーチコンクリートの沈下防止・土留め壁とした箇所がある。請負は第1工区が西松建設、第2工区が清水建設が担当し、工事は1966年（昭和41年）7月25日に第1工区から着工、第2工区も翌1967年（昭和42年）6月2日に着手し、1968年（昭和43年）2月21日に貫通、1969年（昭和44年）6月10日の第2工区コンクリート道床工事竣工をもって終了した。

### 新線区間の軌道構造
軌道構造は、延長3,000 m 以上のトンネルは出入り口の約100 mを除いてコンクリート道床の直結軌道、その他はバラスト軌道で計画した。
しかし、頸城トンネルについては異常膨圧区間での将来の軌道狂いを想定し、第1工区から第3工区筒石駅断面終端まですべてバラスト軌道として、コンクリート道床はそこから第5工区名立方坑口手前までで採用した。
代わりに浦本トンネルは延長3,000 m 未満であるが基本コンクリート道床とし、334 km 112 m - 307 m の195 m は試験的にコンクリートスラブ軌道を採用した。方式は上り線が「コンクリートスラブ式アスファルトてん充型」、下り線が「コンクリートスラブ式ロングチューブ型」の2種類を採用した。
まくらぎはバラスト軌道区間は明かり区間はPCまくらぎ、トンネル部は電蝕防止のため木まくらぎを採用、コンクリート道床区間はコンクリート製（曲線部は木製）短まくらぎである。

## 糸魚川駅 - 直江津駅間電化工事

### 電化方式の検討
北陸本線の電化は1956年（昭和31年）5月に国鉄交流電化調査委員会から出された「交流電化方式は直流電化方式に比し輸送量の多少にかかわらず、投下資本においても、年間経費に置いても、つねに有利である」との答申から交流20 kV・60 Hzで進められたが、新潟地区はすでに上越線が直流1,500 Vで電化されていたこと、東京 - 新潟間の輸送密度が比較的高いことから1960年度（昭和35年度）に信越本線長岡駅 - 新潟駅間は直流電化で着工され1962年（昭和37年）に開業していた。
このため本区間を含む日本海縦貫線の抜本的線増にあたっては、森垣 (1964)によると1964年（昭和39年）初時点で既存区間も含めた米原駅 - 羽越本線坂町駅間の電化方式について以下の案が想定されていた。なお、先述の通りこの時点で北陸本線は同年8月に富山操車場まで交流電化開業が決定している。
1. 直流案（田村駅 - 富山操車場間の既存交流区間を直流に転換し、米原駅 - 坂町駅間を直流電化とする）
2. 交流案（宮内駅 - 新潟駅間を交流電化に転換し、日本海縦貫線を全面的に交流電化とする）
3. 交直流併用案（糸魚川以西は交流電化、以東は坂町駅まで直流電化とする）

以上3案については1970年（昭和45年度）想定輸送量をもとに、設備面、車両面から比較検討の結果、いずれも交直流併用案が有利であった。
また、この時点で電化工事中であった富山操車場 - 糸魚川間については、仮にこの時点で1970年度（昭和45年度）ごろの完成見込みであった糸魚川駅 - 直江津駅間の線増と同時に一挙に電化した場合電化が大幅に遅くなることから、1965年度（昭和40年度）に完成する親不知トンネルほかの線増改良と同時期に交流電化することが適当とされ、糸魚川駅構内は富山県内から引き続いて交流20 kV・60 Hzで電化となった。

### 電化工事
以上を踏まえ本区間の電化については「電源事情および信越線の直流電化方式との関連から」直流1,500 Vで行われることが1964年（昭和39年）2月6日の国鉄第309回常務会で決定した。このため糸魚川駅 - 梶屋敷駅間（当時）327.2 km地点に交直接続点のデッドセクションを設け、以東を直流電化とした。工事は湯殿トンネルの完成と時期を合わせて実施することとなり、1968年（昭和43年）5月23日に梶屋敷駅構内で起工式を行った。
電化と合わせて梶屋敷駅、能生駅、名立駅には変電所と附属建物が新設されている。監督は大阪電気工事局が担当した。

## 糸魚川駅 - 直江津駅間線増・電化工事の完成
頸城トンネルをはじめとした糸魚川駅 - 直江津駅間の線増工事は、長浜トンネルを含む有間川駅 - 谷浜駅間が1968年（昭和43年）9月25日に複線化されたことを皮切りに、翌1969年（昭和44年）には、6月4日に糸魚川駅 - 梶屋敷駅間、6月19日に梶屋敷駅 - 浦本駅間が線増により複線化され、残る新線区間についても同年5月8日に浦本駅、7月1日に谷浜駅に新線の根固め、習熟運転を行う車両を入線させるための仮ポイントが挿入された。
電化工事も同年7月19日より諸試験・監査に入り、同年8月2日にDD15形ディーゼル機関車を前後に連結したEF81形電気機関車ほか5両編成の試験列車による架線試験（最高速度45km/h）が糸魚川駅 - 名立（新）駅間、翌3日には名立（新）駅 - 直江津駅手前（湯殿トンネル直江津方坑口付近）で行われた。試験は続いて、8月4日に糸魚川駅 - 直江津駅手前を通しての集電試験（最高速度70km/h）、翌5日に糸魚川駅 - 谷浜駅間でのき電牽引試験（客車列車、最高速度85km/h）、6日に糸魚川駅 - 名立（新）駅間でのき電牽引試験（貨物列車1200t、最高速度75km/h）、7日に糸魚川駅 - 名立（新）駅間で電車走行試験（475系、最高速度95km/h）が行われ、一連の諸試験・監査が終了した。
習熟運転は当初、同年8月10日に頸城トンネルを含む糸魚川駅 - 有間川駅間で開始される予定であったが、前日の集中豪雨により市振駅 - 親不知駅間が不通となったため、8月13日からの実施となった。そして同年9月29日に頸城トンネル含む浦本駅 - 有間川駅間、谷浜駅 - 直江津駅間の新線切替、糸魚川駅 - 直江津駅間電化が行われ、これにより北陸本線は線増工事開始当初の計画であった1969年秋に全線の複線電化を達成した。
本区間の線増・電化工事には1965年（昭和40年）時点で工費186億円を見込んでいたが、最終的に工費210億円、延べ作業人員350万人、このうち線増工事だけで工費200億円、延べ作業人員約250万人におよび、セメント13万t、鋼材2万t が費やされ、コンクリート打設量は50万m3、掘削量150万m3に及んだ。また、一連の工事では長浜トンネル崩落による5名を含め25名が犠牲となった。
開業に先立つ1969年（昭和44年）9月10日に能生駅構内において工事碑および慰霊碑の除幕式がそれぞれ国鉄岐阜工事局長松本有、犠牲者遺族の手で行われた。なお、工事碑には松本による以下の文が刻まれている。

## 線増・新線建設の効果と評価
| 列車種別 | 速度種別 | 車種   | 旧線     | 新線     |
| 列車種別 | 速度種別 | 車種   | 運転時分 | 運転時分 |
| -------- | -------- | ------ | -------- | -------- |
| 客車列車 | 通客     | DF50   | 49’30’’  | 34’00’’  |
| 客車列車 | 通客     | EF81   | -        | 31’00’’  |
| 客車列車 | 停客     | D51    | 63'15''  | 54'00''  |
| 客車列車 | 停客     | EF81   | -        | 43’00’’  |
| 気動車   | 通気     | キハ58 | 43’00’’  | 29’00’’  |
| 電車     | 通電     | 475系  | -        | 28’00’’  |
| 貨物列車 | 通貨     | D51    | 60’30’’  | 53'00''  |
| 貨物列車 | 通貨     | EF81   | -        | 45’00’’  |
| 貨物列車 | 停貨     | D51    | 76’30’’  | 66’30’’  |
| 貨物列車 | 停貨     | EF81   | -        | 56’30’’  |

この複線電化の直前に上越線・信越本線は単線区間を残しながらも全線電化が完成しており、首都圏と北陸地方は既存の東海道本線・米原駅・敦賀駅経由だけでなく、上越線もしくは信越本線を介しても架線で結ばれた。
このため新線開通直後の1969年（昭和44年）10月1日に行われたダイヤ改正では、特急「はくたか」（初代：上野駅 - 金沢駅）が経由を信越本線（碓氷峠）から上越線へ変更の上で、気動車（キハ80系）から電車（485系）となった。運転時間（金沢行き列車、以下同様）は1965年（昭和40年）10月1日時点の7時間50分から、6時間35分に短縮され、うち、直江津駅 - 富山駅間は1時間58分から1時間28分へ30分短縮した。特に、直江津駅 - 糸魚川駅間の所要時間については、1968年（昭和40年）10月1日時点の44分から29分へおよそ15分短縮した。
また、普通列車についても1964年（昭和39年）10月時点で糸魚川駅 - 直江津駅間におよそ1時間半かかっていたところが、同改正で45〜50分程度にまで短縮されている。
その後JR西日本では同区間を含む泊駅 - 直江津駅間の最高運転速度を130 km/h に引上げ、北陸新幹線開業まで同区間で運行した特急「はくたか」（2代：越後湯沢駅 - 金沢駅ほか）は、運転終了直前の2015年（平成27年）2月時点で直江津駅 - 富山駅間を最速1時間6分（越後湯沢行き21号）で走破した。また、旧線で生じていた各種の災害からも解放され、大島 (2004)ではこの新線を「究極の防災」と評価している。
このように、輸送強化・防災という面では大きなメリットがあったものの、大島 & 中牧 (2016)は「地域公共交通」という観点から、駅の移転などで地域における利便性が大幅に悪化したこと等を挙げた上で、新線のルート選定を「特急列車のスピードアップを前提としたもの」「地域輸送を二の次にして幹線輸送に特化したもの」と評価し、その後の地域輸送を主とするえちごトキめき鉄道への転換に当たって「直ちにその特性を発揮できない体制」にあるとした。ただし、このルート選定は先述したように、現在線での線増工事が困難であったことや筒石駅のように地元の要望によって無理に設置された駅があることも一因である。
また、その後同地は北陸自動車道や北陸新幹線が建設されいくつかのトンネルが掘削されているが、これらの工事に対して貴重な情報を提供した。

## 旧線跡地の転用

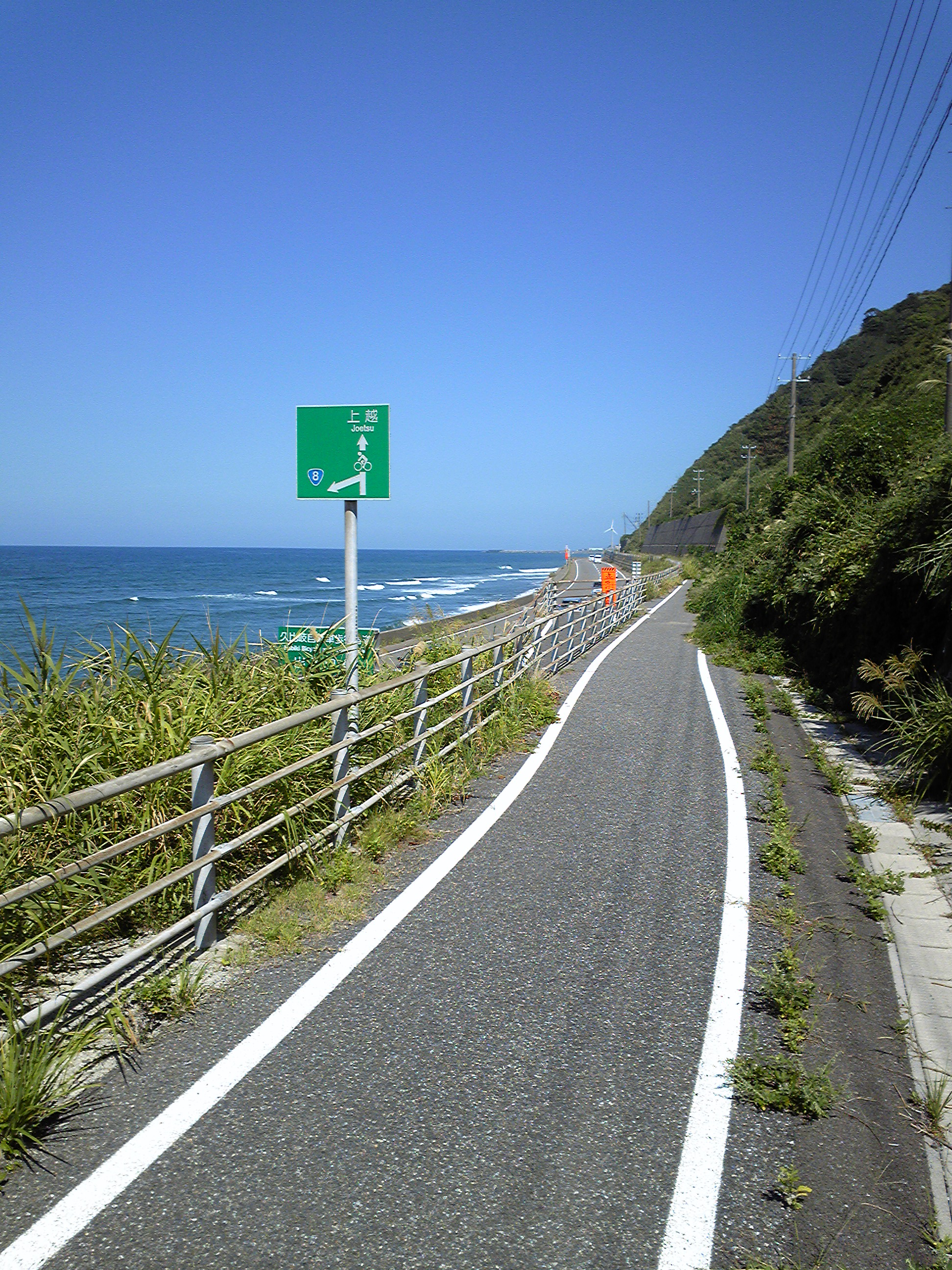
糸魚川市徳合の旧線跡地（新潟県道542号上越糸魚川自転車道線、2012年）

旧線跡地については宅地や公園、農道等への転用が行われたほか、浦本駅付近から谷浜駅付近までの大部分が新潟県道542号上越糸魚川自転車道線（久比岐自転車道）として転用されることとなり、1976年（昭和51年）10月に名立 - 谷浜間、1991年（平成3年）度に旧線跡地を含む糸魚川 - 上越間の全線が開通した。
また、旧郷津駅 - 直江津駅間のうち上越市虫生岩戸地区から五智地区にかけては、ちょうど複線電化が計画・検討されていた時期と被る1963年（昭和38年）から1965年（昭和40年）にかけ、並行する国道8号で直江津バイパスのルート選定が行われており、現道との接続にも都合がよく、市街地・線形不良個所の迂回が可能であることから、旧線をバイパスに転用することとなった。バイパスは1974年（昭和49年）10月10日に開通しているが、このうち郷津トンネルは旧線の郷津トンネルを2車線道路用に拡幅転用している。

## 年表
- 1963年（昭和38年）7月：国鉄中部支社に「北陸本線糸魚川 - 直江津間地質調査委員会」発足[6]。
- 1964年（昭和39年）8月：糸魚川駅 - 直江津駅間の複線別線計画決定[65]。
- 1966年（昭和41年）
  - 2月21日：頸城トンネル工事（第3工区）着手[1]。
  - 3月：北陸本線糸魚川 - 直江津間線増工事着工[4]。
- 1967年（昭和42年）
  - 1月20日：長浜トンネル崩壊事故[142]
  - 4月7日：頸城トンネル第3工区と第4工区が貫通する[1]。
  - 8月10日：頸城トンネル第4工区と第5工区が貫通する[1]。
- 1968年（昭和43年）
  - 8月28日：頸城トンネル第2工区と第3工区が貫通する[1]。
  - 9月25日：有間川駅 - 谷浜駅間を複線新線（長浜トンネル）に切替。
- 1969年（昭和44年）
  - 1月7日：頸城トンネル第1工区と第2工区が貫通し、頸城トンネル全区間が貫通する[108]。
  - 5月：頸城トンネル工事完成[2]。
  - 6月4日：糸魚川駅 - 梶屋敷駅間複線化[130]。
  - 6月19日：梶屋敷駅 - 浦本駅間複線化[130]。
  - 6月10日：頸城トンネルの隧道銘標除幕式及びレール締結式を挙行[11]。
  - 9月10日：能生駅構内において工事碑および慰霊碑の除幕式が行われる[172]。
  - 9月29日：浦本駅 - 有間川駅間、谷浜駅 - 直江津駅間を複線新線に切替、糸魚川駅 - 直江津駅間電化[170][76]。
- 1987年（昭和62年）4月1日：西日本旅客鉄道（JR西日本）へ移管。
- 2015年（平成27年）3月14日：えちごトキめき鉄道へ移管。